# Discographie des Beatles
Les Beatles ont sorti au Royaume-Uni, durant leurs sept années d'enregistrement (de l'automne 1962 à l'été 1969), douze albums originaux dont un double, deux E.P. de chansons inédites (parmi leurs douze maxis commercialisés) et 22 singles (présentant habituellement des chansons absentes de leurs albums), le tout publié en moins de huit ans (d'octobre 1962 jusqu'à mai 1970).
Leur discographie internationale est complexe, en raison parfois de versions différentes de leurs albums sortis dans d'autres pays, particulièrement les premiers disques américains avec Capitol Records. De plus, la plupart de leurs œuvres sont disponibles en versions mono et stéréo.
La discographie est ici présentée dans son format de publication originale, c'est-à-dire en disques vinyle : les albums 33 tours et les singles et E.P. 45 tours.
Tout le catalogue a été réédité en CD à partir de 1987, intégrant la version américaine de l'album Magical Mystery Tour publié en 1967 (et neuf ans plus tard en Angleterre), et les compilations Past Masters, Volume One et Volume Two qui réunissent les singles et des titres rares non inclus sur les albums. Le 9 septembre 2009, le catalogue fait l'objet d'une réédition remasterisée sous la forme de deux coffrets : les quatorze albums en stéréo, incluant les deux Past Masters réunis en un seul album double, ainsi que l'album Magical Mystery Tour, et un coffret des onze albums en mono (omettant les albums Yellow Submarine, Abbey Road et Let It Be qui n'ont été publiés qu'en stéréo) et incluant Mono Masters (qui incorpore les chansons inédites de l'album Yellow Submarine).
Des enregistrements faits à Hambourg ont aussi été publiés durant les années 1960 et des compilations, des albums live ou contenant des maquettes et démos sont mis en marché après la séparation du groupe. Trois nouvelles chansons originales seront aussi sorties; deux dans les années 1990 et la dernière en 2023.

## Albums studio

### Discographie britannique

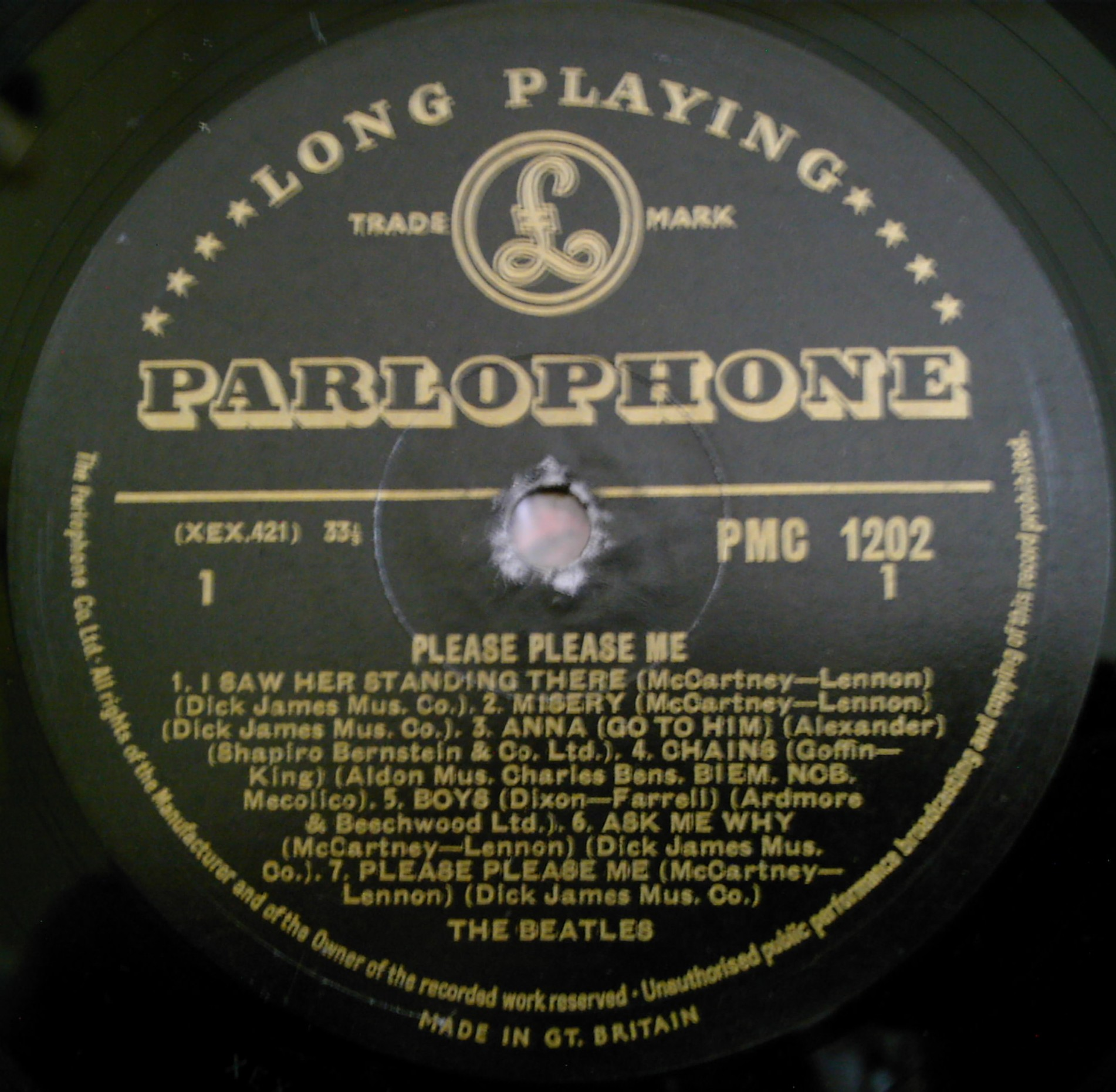
Les premiers albums des Beatles sont publiés par Parlophone.

De 1963 à 1970, les Beatles publient douze albums studio au Royaume-Uni. À l'exception du dernier, Let It Be (dont la post-production est confiée à Phil Spector), tous sont produits par George Martin. Jusqu'en 1967, les albums sont édités par Parlophone. À partir de l'« Album blanc », les disques portent le célèbre logo en forme de pomme de la société Apple Records.
Au cours des premières années, le groupe travaille à la cadence effrénée de deux albums par an selon les désirs de George Martin et de Brian Epstein. Ainsi, les albums contiennent souvent quelques reprises, les dernières apparaissant sur Help! en 1965. À l'inverse, A Hard Day's Night est le premier album du groupe à ne contenir que des compositions inédites et le seul avec exclusivement des chansons créditées au duo Lennon/McCartney. Ces deux albums, à l'instar de Magical Mystery Tour, Yellow Submarine et Let It Be, peuvent être considérés comme bandes originales de leurs films homonymes.
Si les quatre premiers albums sont marqués par le rock, avec Help!, les Beatles s'aventurent dans le milieu de la pop. Fin 1965, Rubber Soul amorce le tournant artistique et créatif que prend le groupe à grand renfort de substances psychotropes, tournant confirmé l'année suivante par Revolver. En 1967, les Beatles atteignent le sommet de leur période psychédélique avec l'album Sgt. Peppers Lonely Hearts Club Band, considéré comme un des meilleurs albums du siècle. C'est le dernier disque à être publié par Parlophone.
Publié par Apple Records, The Beatles, surnommé l'« Album blanc » ou « le Double blanc », marque en 1968 un retour à la simplicité ; par ailleurs, le groupe est alors très prolifique et cet album double contient trente chansons. L'année suivante, en janvier, sort Yellow Submarine, bande originale du film du même nom prête depuis plusieurs mois. Ne contenant que quatre chansons inédites du groupe, il est le seul album studio des Beatles à ne pas avoir atteint la première place des charts : au Royaume-Uni, il ne se classe que troisième. La chronologie des deux derniers albums est plus complexe : au début de l'année 1969, les Beatles travaillent en effet à un film que doit accompagner un album intitulé Get Back. Cependant, devant les difficultés rencontrées, les bandes sont mises de côté, et le groupe s'attache à un projet plus audacieux; l'album Abbey Road. Retravaillé par Phil Spector, Get Back devient Let It Be et sort en 1970 quelques semaines après l'annonce de la dissolution du groupe.
| Date              | Album                                 | Étiquette  | Classement |
| ----------------- | ------------------------------------- | ---------- | ---------- |
| 22 mars 1963      | Please Please Me                      | Parlophone | No 1       |
| 22 novembre 1963  | With the Beatles                      | Parlophone | No 1       |
| 10 juillet 1964   | A Hard Day's Night                    | Parlophone | No 1       |
| 4 décembre 1964   | Beatles for Sale                      | Parlophone | No 1       |
| 6 août 1965       | Help!                                 | Parlophone | No 1       |
| 3 décembre 1965   | Rubber Soul                           | Parlophone | No 1       |
| 5 août 1966       | Revolver                              | Parlophone | No 1       |
| 1er juin 1967     | Sgt. Pepper's Lonely Hearts Club Band | Parlophone | No 1       |
| 22 novembre 1968  | The Beatles                           | Apple      | No 1       |
| 17 janvier 1969   | Yellow Submarine                      | Apple      | No 3       |
| 26 septembre 1969 | Abbey Road                            | Apple      | No 1       |
| 8 mai 1970        | Let It Be                             | Apple      | No 1       |

### Discographie américaine

Le « double blanc » est un des cinq albums publiés de façon similaire des deux côtés de l'Atlantique.

Aux États-Unis, la publication des albums des Beatles pose de nombreux problèmes. George Martin a en effet des difficultés à trouver un éditeur et se heurte au refus de Capitol Records, filiale de EMI, qui juge le groupe peu prometteur. Il se rabat donc sur le label Vee-Jay qui publie en janvier 1964 le premier album américain du groupe, Introducing… The Beatles (une version raccourcie de Please Please Me). Capitol récupère cependant rapidement l'affaire et édite dix jours plus tard son premier album, Meet the Beatles!, où neuf chansons sur douze sont tirées de l'album With The Beatles. En 1965, afin de compléter sa discographie, Capitol publiera The Early Beatles qui contient la plupart des chansons de Please Please Me.
Les albums sont par ailleurs adaptés au marché américain, habitué à des disques de 11 ou 12 pistes, tandis que ceux publiés au Royaume-Uni en comptent généralement 14. Les listes de chansons sont donc remaniées et les albums n'ont souvent ni le même nom ni la même organisation. Même ceux qui portent le même nom que leurs équivalents britanniques (A Hard Day's Night, Help!, Rubber Soul et Revolver) contiennent des sélections de chansons différentes. Ainsi, l'album Beatles VI contient des chansons provenant de plusieurs albums britanniques ainsi que de singles. Les Beatles sont exaspérés par ces changements inopportuns, comme l'explique un John Lennon dépité : « Nous le planifions et [Capitol Records] le bousillent. »
Ce n'est qu'à partir de Sgt. Pepper's Lonely Hearts Club Band que les albums des Beatles paraissant aux États-Unis deviennent identiques à ceux qui sortent au Royaume-Uni. Comme leurs équivalents britanniques, ils se classent tous en tête des charts à l'exception de Yellow Submarine qui n'atteint que la deuxième place (un meilleur score que dans son pays d'origine). Un album diffère cependant : en 1967, l'édition américaine de Magical Mystery Tour est plus étoffée que le double EP britannique, puisque Capitol y a ajouté les chansons publiées en single durant l'année. Cette version est finalement publiée en Angleterre par Apple en 1976 et deviendra officielle lorsque la discographie du groupe sera rééditée sur CD en 1987. C'est aussi à cette occasion que les sept premiers albums des Beatles, tels que conçus par le groupe et par George Martin, sortent enfin officiellement aux États-Unis. En 1979, le groupe EMI achète le label United Artists Records ce qui lui permet dorénavant de prendre le plein contrôle de tous les albums des Beatles. 
Le 20 janvier 2014 (et le lendemain en Amérique du Nord), pour célébrer le 50e anniversaire de l'arrivée des Beatles en sol américain, Apple et Capitol Records ont réédité, certains pour la première fois sur CD, les treize albums américains inédits sous l'étiquette Capitol ou United Artists (dans le cas de A Hard Day's Night), c'est-à-dire tous les disques parus avant Sgt. Pepper's Lonely Hearts Club Band, incluant l'album documentaire The Beatles' Story de 1964 (disponible seulement avec l'achat du boîtier de la collection complète) et la compilation de 45 tours Hey Jude parue en 1970. À part ces deux disques qui sont en stéréo uniquement, chaque disque de la collection contient les versions mono et stéréo. Le coffret The U.S. Albums a un intérêt visuel : les pochettes sont reproduites à l'identique (mais pas les étiquettes sur les CD). Cette nouvelle édition utilise les versions remasterisées britanniques de 2009, on ne retrouve donc pas la spécificité des mixages américains d'origine. Pour avoir le son d'époque, il faut se tourner vers la réédition CD The Capitol Albums - Volumes 1 et 2 sortis en 2004 et 2006.
| Date             | Album                                 | Étiquette              | Classement |
| ---------------- | ------------------------------------- | ---------------------- | ---------- |
| 10 janvier 1964  | Introducing… The Beatles              | Vee-Jay                | No 2       |
| 20 janvier 1964  | Meet the Beatles!                     | Capitol                | No 1       |
| 10 avril 1964    | The Beatles' Second Album             | Capitol                | No 1       |
| 26 juin 1964     | A Hard Day's Night                    | United Artists         | No 1       |
| 20 juillet 1964  | Something New                         | Capitol                | No 2       |
| 15 décembre 1964 | Beatles '65                           | Capitol                | No 1       |
| 22 mars 1965     | The Early Beatles                     | Capitol                | No 43      |
| 14 juin 1965     | Beatles VI                            | Capitol                | No 1       |
| 13 août 1965     | Help!                                 | Capitol                | No 1       |
| 6 décembre 1965  | Rubber Soul                           | Capitol                | No 1       |
| 20 juin 1966     | Yesterday and Today                   | Capitol                | No 1       |
| 8 août 1966      | Revolver                              | Capitol                | No 1       |
| 2 juin 1967      | Sgt. Pepper's Lonely Hearts Club Band | Capitol                | No 1       |
| 27 novembre 1967 | Magical Mystery Tour                  | Capitol                | No 1       |
| 25 novembre 1968 | The Beatles                           | Apple                  | No 1       |
| 13 janvier 1969  | Yellow Submarine                      | Apple                  | No 2       |
| 1er octobre 1969 | Abbey Road                            | Apple                  | No 1       |
| 18 mai 1970      | Let It Be                             | United Artists / Apple | No 1       |

## Albums live

Live! at the Star-Club in Hamburg, Germany; 1962 est un bootleg publié en 1977 sans le consentement des Beatles.

Il existe peu d'enregistrements live des Beatles d'excellente qualité. Seuls les concerts du Hollywood Bowl ont été enregistrés expressément pour en faire un disque mais d'autres enregistrements ont été commercialisés avec le temps.
Live! at the Star-Club in Hamburg, Germany; 1962 est un bootleg qui a été publié commercialement et qui reprend des enregistrements amateurs de concerts tenus durant la période hambourgeoise du groupe en 1962. Quelques semaines plus tard sort un autre album en spectacle, officiel celui-ci, The Beatles at the Hollywood Bowl. Enregistré à Los Angeles lors des deux premières tournées américaines des Beatles en 1964 et 1965, il est produit par George Martin et Voyle Gilmore (en) et publié par Capitol Records sans l'approbation des Beatles. Ce disque connaît un succès nettement supérieur au précédent et arrive en tête des charts. Il sera réédité en version CD le 9 septembre 2016, remixé et enrichi de quatre titres, sous un titre quelque peu différent.
Après de nombreuses négociations entre les différents détenteurs des droits de ces enregistrements, Apple Records publie deux compilations doubles de prestations effectuées en direct des studios de la BBC qui contiennent plusieurs chansons inédites.
Plusieurs autres chansons enregistrées en public sur différentes scènes seront aussi incluses sur les disques Anthology. Comme ces compilations comprennent d'autres types d'enregistrements, elles sont exclues de cette liste. L'enregistrement complet du concert sur le toit est mis en ligne en 2022.
| Date             | Album                                              | Étiquette      | Classement britannique | Classement américain |
| ---------------- | -------------------------------------------------- | -------------- | ---------------------- | -------------------- |
| 1er mai 1977     | Live! at the Star-Club in Hamburg, Germany; 1962   | Lingasong (en) | —                      | No 111               |
| 4 mai 1977       | The Beatles at the Hollywood Bowl                  | Capitol        | No 1                   | No 2                 |
| 30 novembre 1994 | Live at the BBC                                    | Apple          | No 1                   | No 3                 |
| 11 novembre 2013 | On Air - Live at the BBC Volume 2                  | Apple          | No 12                  | No 7                 |
| 9 septembre 2016 | The Beatles: Live at the Hollywood Bowl            | Apple          | No 3                   | No 7                 |
| 28 janvier 2022  | Get Back: The Rooftop Performance (téléchargement) | Apple          | —                      | —                    |

## Compilations
Plusieurs disques reprenant des chansons déjà publiées ont été commercialisés. Il y a eu des compilations des meilleurs succès (comme 1), des collections thématiques (Love Songs) ou des albums avec des versions de chansons en spectacle, rares ou même inédites (la série Anthology). Il a aussi été mis sur le marché des boîtiers rassemblant plusieurs albums (The Beatles Stereo Box Set). Certaines éditions ont été initiées par Apple et d'autres par Capitol, mais depuis 1988, la maison de disque anglaise a pris le plein contrôle de toutes les publications des Beatles. De plus, afin de profiter de l'engouement de la Beatlemania, les enregistrements faits à Hambourg, qui n'étaient pas la propriété de EMI, ont été publiés par d'autres labels. 
Les disques suivis d'un astérisque n'ont jamais été publiés sur CD et ne sont plus disponibles.

### Discographie britannique
Tous les albums sont publiés par Parlophone sauf indication contraire. Les disques conçus par Capitol ont tout de même été distribués par le label britannique.
- 9 décembre 1966 : A Collection of Beatles Oldies *
- 4 août 1967 : The Beatles' First * (Polydor)
- 19 avril 1973 : 1962-1966 (« The Red Album ») et 1967-1970 (« The Blue Album ») (Apple Records)
- 10 juin 1976 : Rock 'n' Roll Music * (Capitol)
- 4 décembre 1976 : Magical Mystery Tour (version 33 tours) (Capitol)
- 19 novembre 1977 : Love Songs * (Capitol)
- 2 décembre 1978 : The Beatles Collection (coffret de 14 albums, dont Rarities *, une compilation de faces B, de chansons en allemand et autres)
- 11 mai 1979 : Hey Jude (Apple)
- 13 octobre 1980 : The Beatles Ballads *
- 3 novembre 1980 : The Beatles Box * (World Record Club (en))
- 29 mars 1982 : Reel Music * (Capitol)
- octobre 1982 : The Beatles Mono Collection (coffret de 10 albums)
- 18 octobre 1982 : 20 Greatest Hits *
- 1er juillet 1986 : Only The Beatles... * (Cassette audio)

### Discographie américaine
Tous les albums sont publiés par Capitol Records sauf indication contraire.
- 3 février 1964 : The Beatles with Tony Sheridan and Their Guests (en) * (MGM)
- 14 septembre 1964 : Hear the Beatles Tell All (Vee-Jay, disque d'interviews)
- 5 octobre 1964 : Ain't She Sweet (en) * (Atco)
- 23 novembre 1964 : The Beatles' Story (disque documentaire)
- 26 février 1970 : Hey Jude (Apple)
- 4 mai 1970 : In the Beginning (Circa 1960) * (Polydor)
- 2 avril 1973 : 1962-1966 et 1967-1970 (Apple)
- 7 juin 1976 : Rock 'n' Roll Music *
- 21 octobre 1977 : Love Songs *
- 1er décembre 1979 : The Beatles Collection (Édition limitée numérotée à 3 000 copies avec sa propre version du disque Rarities)
- 24 mars 1980 : Rarities *
- 27 octobre 1980 : Rock 'n' Roll Music Vol. 1 et Vol. 2 *
- 22 mars 1982 : Reel Music *
- 11 octobre 1982 : 20 Greatest Hits *

### Discographie internationale uniformisée
Tous les albums sont publiés par Apple Records sauf indication contraire.
Les dates indiquées sont celles des publications au Royaume-Uni qui peuvent être différentes dans d'autres pays.
- 10 décembre 1984 : The Early Tapes of the Beatles (Polydor)
- 7 mars 1988 : Past Masters, Volume One et  Volume Two
- 31 octobre 1988 : The Beatles Box Set
- 21 novembre 1995 : Anthology 1
- 19 mars 1996 : Anthology 2
- 29 octobre 1996 : Anthology 3
- 13 septembre 1999 : Yellow Submarine Songtrack
- 14 novembre 2000 : 1
- 18 novembre 2003 : Let It Be… Naked
- 15 novembre 2004 : The Capitol Albums, Volume 1 (coffret des quatre premiers albums américains) (Capitol)
- 11 avril 2006 : The Capitol Albums, Volume 2 (coffret des quatre autres albums américains) (Capitol)
- 20 novembre 2006 : Love
- 9 septembre 2009 :
  - The Beatles Stereo Box Set (coffret remastérisé de tous les albums studio des Beatles + Past Masters)
  - The Beatles in Mono (coffret remastérisé des 10 albums des Beatles en son monophonique + Mono Masters)
- 20 janvier 2014 : The U.S. Albums (coffret remastérisé des 13 albums inédits américains incluant The Beatles' Story et Hey Jude) (Capitol/Apple)
- 25 juin 2014 : The Japan Box (coffret de cinq éditions inédites japonaises) (Odeon)
- 15 décembre 2017 : The Beatles Christmas Record Box, en 45-tours dans un boîtier, réunissant les enregistrements de Noël offert aux membres du fan club
- 22 novembre 2024 : 1964 US Albums in Mono (Capitol/Apple/UMe (en))

#### Rééditions remixées et augmentées
Ces rééditions sont remixées par Giles Martin. On inclus dans la première des vidéoclips et les autres sont augmentées de maquettes inachevées afin de célébrer, pour les trois suivantes et les collections des grands succès, le 50e anniversaire de leurs sorties.
- 6 novembre 2015 : 1+
- 26 mai 2017 : Sgt. Pepper's Lonely Hearts Club Band
- 9 novembre 2018 : The Beatles
- 27 septembre 2019 : Abbey Road
- 15 octobre 2021 : Let It Be
- 28 octobre 2022 : Revolver
- 10 novembre 2023 : The Beatles 1962–1966 et 1967-1970 (Apple)

### FormatYoto
Les éditions remixées des compilations « Rouge » et « Bleue », en versions abrégées à douze titres chacun, sont disponibles depuis décembre 2023 dans le format Yoto. Ce jouet audio pour jeunes enfants est composé d'un haut-parleur indépendant  utilisant une carte mémoire Memory Stick sur lesquelles se trouve les enregistrements. La carte Say Hello to Paul McCartney, avec des chansons de l'ex-Beatle, est aussi disponible.

### Éditions indépendantes
Les huit enregistrements de l'époque de Hambourg (compilés pour la première fois en 1964 sur l'album allemand The Beatles' First !) ou les quinze de l'audition pour le label Decca (disponibles sur le marché gris), qui n'étaient pas encore sous contrôle exclusif de EMI, ont été publiés dans plusieurs configurations au fil des ans. Certaines de ces chansons se retrouvent finalement sur le premier disque de la collection Anthology 1.
Les durées des droits d'auteur sont différentes pour plusieurs pays. En Europe, on a publié en 2015 deux compilations, The Beatles : The Best Of : 4 Disc Box Set 1962 -'64 et The Beatles : The Very Best Of 1962 - '64, qui renferment les versions originales du premier single (desquels les droits ont été acquis) et des versions live à la BBC ou sur scène de plusieurs autres chansons. Ces derniers enregistrements qui n'avaient jamais été publiés en 50 ans tombaient de ce fait dans le domaine public. Au Canada, la loi permet de distribuer des disques 50 ans après la première publication. La compagnie québécoise Distribution Select, sous l'étiquette « Légendes », a publié en 2017, le disque The Beatles – 20 enregistrements studio originaux et en 2019, Propagande Shop, à son tour, publie The Beatles - Premiers succès.

## Albums en téléchargement
Depuis que le litige pour l'utilisation du nom « Apple» entre Apple Corps et Apple Inc. a été résolu en 2010, tout le catalogue du groupe est désormais disponible en téléchargement sur iTunes. De plus, de nouvelles compilations ont été créées exclusivement pour ce mode d'achat en ligne ; en voici la liste :
| Date             | Album                               |
| ---------------- | ----------------------------------- |
| 14 juin 2011     | Anthology Highlights                |
| 24 juillet 2012  | Tomorrow Never Knows                |
| 17 décembre 2013 | The Beatles Bootleg Recordings 1963 |
| 28 janvier 2022  | Get Back: The Rooftop Performance   |
| 22 novembre 2024 | Beatles '64                         |

Depuis décembre 2015, le catalogue des Beatles est aussi disponible sur plusieurs sites de streaming.

## Extended plays (EP)

### Au Royaume-Uni
Au Royaume-Uni, les Beatles publient treize EPs dont le succès va décroissant. En effet, lorsque le groupe fait ses débuts, les adolescents n'ont pas les moyens d'acheter de nombreux albums et se rabattent sur ce format, tandis que, quatre ans plus tard, ils investissent plus volontiers dans un album et n'ont donc plus besoin des EP. Le premier opus publié par le groupe, Twist and Shout devient ainsi l'EP le plus vendu de l'histoire du Royaume-Uni, et la quatrième meilleure vente de 1963.
Au fil du temps, les EP quittent les charts de singles, mais continuent à se maintenir en bonne position dans les ventes de leur format. Celles-ci se réduisent cependant petit à petit, et le groupe cesse de produire des EP compilant des extraits de leurs albums avec Nowhere Man en 1966. Jusque-là, un seul EP a été produit avec un contenu inédit, Long Tall Sally, en 1964. En décembre 1967 paraît le double EP Magical Mystery Tour, bande originale du film du même nom ne comprenant, pour la deuxième fois, que des pièces inédites. Celui-ci se classe deuxième dans les charts de singles derrière Hello Goodbye : à sa sortie, les charts d'EP n'existent plus.
Un EP inédit est offert en prime dans le boîtier publié en 1981, The Beatles E.P. Collection, comprenant des versions stéréo des chansons The Inner Light, Baby You're a Rich Man, She's a Woman (avec le décompte de Paul McCartney en intro) et This Boy qui, sauf la dernière, n'étaient pas disponibles au Royaume Uni.
Dans les années 1990, avec l'apparition des disques compacts, la tradition de publier quatre chansons sur un disque se perpétue, autant en version vinyle qu'avec les CD singles. À la suite de la publication de Live at the BBC en 1994, Apple lance un maxi comprenant les chansons Baby It's You, I'll Follow the Sun, Devil in Her Heart et Boys dont les trois dernières sont, à l'époque, des enregistrements inédits. Ensuite, dans la foulée du projet Anthology, deux maxis sont produits. Pour accompagner le disque Anthology 1, on publie un maxi contenant les chansons Free as a Bird, I Saw Her Standing There, This Boy et Christmas Time (Is Here Again). Un autre maxi, publié parallèlement à la sortie du disque Anthology 2, reprend les deux faces du single Real Love / Baby's in Black avec une version modifiée de la chanson Yellow Submarine et une nouvelle prestation de Here, There and Everywhere,,.
| Date              | Album                                      | Classement |
| ----------------- | ------------------------------------------ | ---------- |
| 12 juillet 1963   | Twist and Shout                            | No 1       |
| 6 septembre 1963  | The Beatles' Hits                          | No 1       |
| 1er novembre 1963 | The Beatles (No. 1)                        | No 2       |
| 7 février 1964    | All My Loving                              | No 1       |
| 19 juin 1964      | Long Tall Sally                            | No 1       |
| 4 novembre 1964   | Extracts from the Film A Hard Day's Night  | No 1       |
| 6 novembre 1964   | Extracts from the Album A Hard Day's Night | No 8       |
| 6 avril 1965      | Beatles for Sale                           | No 1       |
| 4 juin 1965       | Beatles for Sale (No. 2)                   | No 5       |
| 6 décembre 1965   | The Beatles' Million Sellers               | No 1       |
| 4 mars 1966       | Yesterday                                  | No 1       |
| 8 juillet 1966    | Nowhere Man                                | No 4       |
| 8 décembre 1967   | Magical Mystery Tour                       | No 2       |
| 7 décembre 1981   | The Beatles                                | s. o.      |
| 20 mars 1995      | Baby It's You                              | No 7       |
| 12 décembre 1995  | Free as a Bird                             | s. o.      |
| 5 mars 1996       | Real Love                                  | s. o.      |

### Aux États-Unis
Aux États-Unis, le format EP n'est que peu populaire. Cela n'empêche pas le label Vee-Jay, premier détenteur des droits des chansons des Beatles dans ce pays, de sortir en 1964 un disque dans ce format. Souvenir of Their Visit to America, qui contient quatre chansons issues de l'album Please Please Me, n'entre pas dans les charts, bien que l'éditeur revendique un million de copies vendues.
Les deux années suivantes, Capitol Records tente également de sortir deux EP, Four by The Beatles (composé de trois chansons de With the Beatles et de This Boy) et 4-by The Beatles (issu de Beatles for Sale) mais aucun ne monte bien haut dans les charts.
Il faudra attendre 30 ans avant de revoir d'autres maxis publiés aux États-Unis. Ce seront les mêmes que ceux publiés en Angleterre.
| Date             | Album                              | Étiquette | Classement |
| ---------------- | ---------------------------------- | --------- | ---------- |
| 23 mars 1964     | Souvenir of Their Visit to America | Vee-Jay   | —          |
| 11 mai 1964      | Four by the Beatles                | Capitol   | No 92      |
| 1er février 1965 | 4 by the Beatles                   | Capitol   | No 68      |
| 20 mars 1995     | Baby It's You                      | Apple     | No 67      |
| 12 décembre 1995 | Free as a Bird                     | Apple     | No 6       |
| 5 mars 1996      | Real Love                          | Apple     | No 23      |

## Singles

### Au Royaume-Uni

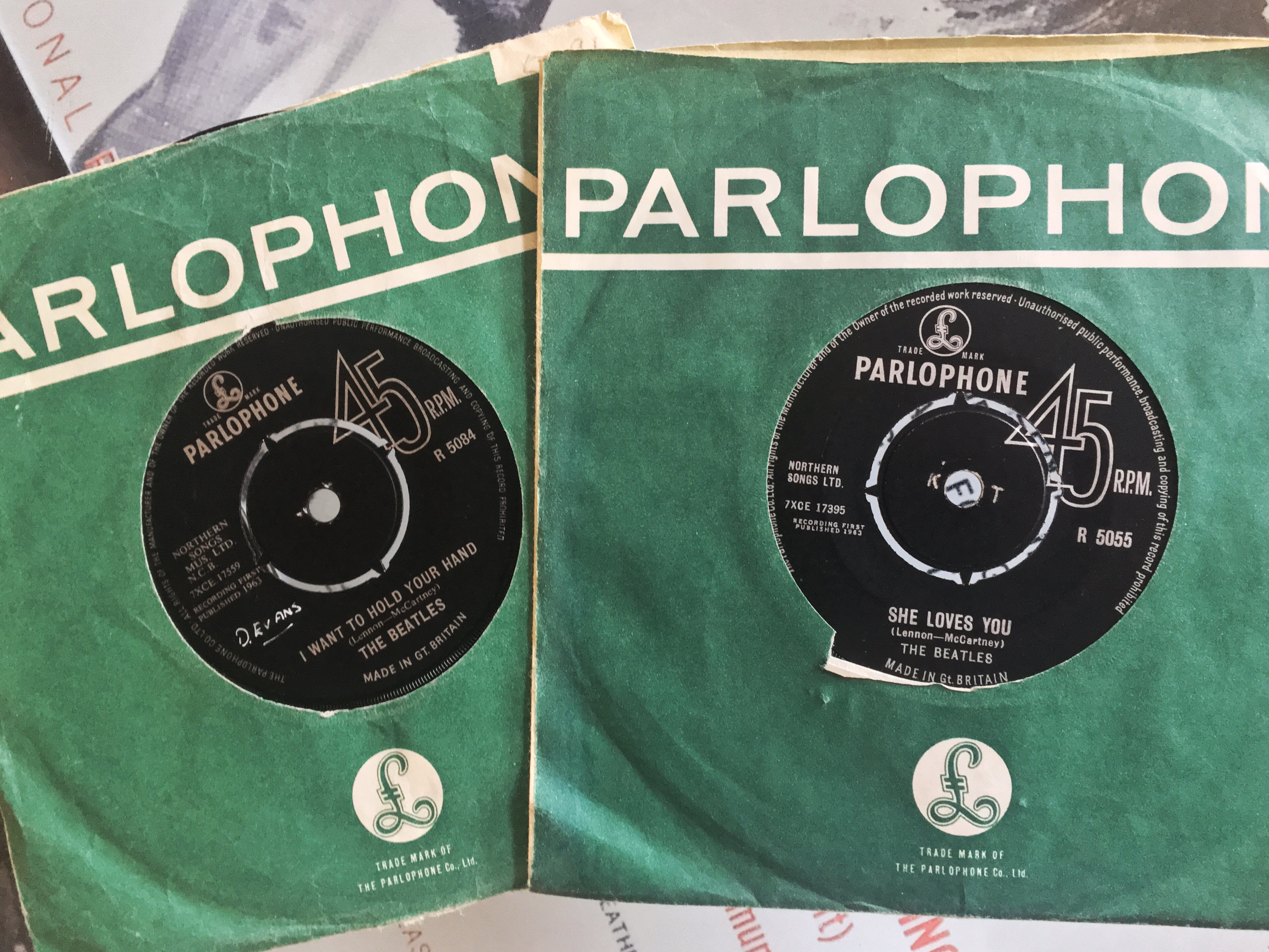
Jusqu'à Hey Jude, les singles du groupe sont publiés en Angleterre sur Parlophone.

Bien que deux des enregistrements effectués en Allemagne de l'Ouest avec Tony Sheridan aient été publiés sur un single en Angleterre avant cette date, c'est en septembre 1962 que les Beatles préparent leur premier véritable single, Love Me Do / P.S. I Love You, qui se classera 17e au Royaume-Uni, un score honorable pour un groupe débutant. Brian Epstein et George Martin fixent rapidement un calendrier pour le groupe prévoyant une cadence de trois singles par an. Le deuxième, Please Please Me atteint une position incertaine : il est, selon les classements, numéro un ou deux. Dans tous les cas, le single suivant, From Me to You, met tout le monde d'accord en obtenant une première place indiscutable. À partir de ce 3e single, la plupart des chansons publiées sous ce format ne figurent pas sur leurs albums officiels et toutes atteignent la position numéro un, jusqu'à la sortie de Strawberry Fields Forever/Penny Lane en 1967. Ceci n'est pas sans pression sur les Beatles :

« Après ça [la sortie de Please Please Me], bien sûr, chaque foutu morceau qu'on a sorti a fait numéro un et c'est devenu bizarre parce que d'une façon presque malsaine, on attendait celui qui ne le serait pas. Et quand c'est arrivé, on s'est dit : « Dieu merci, c'est terminé. » On subissait une pression énorme : on a eu une douzaine de numéros un d'affilée et celui qui ne l'est pas devenu a été un soulagement. »

— Ringo Starr
Les deux derniers singles publiés pendant l'existence du groupe sont les seuls autres qui n'atteindront pas la première place du palmarès.
Par ailleurs, les Beatles cassent une habitude dans l'industrie du disque qui consistait à faire des faces B bradées. Là où, jusqu'à présent, les groupes ne plaçaient que des morceaux sans prétention, les Fab Four envisagent des morceaux plus audacieux et travaillés. L'émulation et la concurrence au sein du duo Lennon/McCartney démultiplient leur productivité, à tel point qu'il est parfois difficile, comme pour Day Tripper / We Can Work It Out, de choisir quelle chanson est la plus adaptée pour tenir la face A. Trois singles deviennent ainsi des « double face A ».
Une série d'enregistrements de Noël a aussi été distribuée aux membres du fan-club durant leur sept années d'activité. Un boîtier compilant les sept 45 tours  sera publié le 15 décembre 2017.
Après la dissolution du groupe, quelques singles reprenant des hits, notamment Yesterday, sont publiés. Cependant, les véritables événements surviennent en 1995, 1996 et 2023. Les trois Beatles encore vivants terminent l'enregistrement d'une ébauche de Lennon, Free as a Bird, qui se classe numéro 2. Real Love suit le même chemin l'année suivante, en 4e place. Près de trente ans plus tard sort un troisième et dernier enregistrement, Now and Then, qui atteint cette fois le sommet du palmarès.
| Date              | Single                                                                                         | Étiquette          | Classement |
| ----------------- | ---------------------------------------------------------------------------------------------- | ------------------ | ---------- |
| 5 octobre 1962    | Love Me Do / P.S. I Love You                                                                   | Parlophone         | No 17      |
| 11 janvier 1963   | Please Please Me / Ask Me Why                                                                  | Parlophone         | No 2       |
| 11 avril 1963     | From Me to You / Thank You Girl                                                                | Parlophone         | No 1       |
| 23 août 1963      | She Loves You / I'll Get You                                                                   | Parlophone         | No 1       |
| 29 novembre 1963  | I Want to Hold Your Hand / This Boy                                                            | Parlophone         | No 1       |
| 20 mars 1964      | Can't Buy Me Love / You Can't Do That                                                          | Parlophone         | No 1       |
| 10 juillet 1964   | A Hard Day's Night / Things We Said Today                                                      | Parlophone         | No 1       |
| 27 novembre 1964  | I Feel Fine / She's a Woman                                                                    | Parlophone         | No 1       |
| 9 avril 1965      | Ticket to Ride / Yes It Is                                                                     | Parlophone         | No 1       |
| 23 juillet 1965   | Help! / I'm Down                                                                               | Parlophone         | No 1       |
| 3 décembre 1965   | Day Tripper / We Can Work It Out Double face A                                                 | Parlophone         | No 1       |
| 10 juin 1966      | Paperback Writer / Rain                                                                        | Parlophone         | No 1       |
| 5 août 1966       | Yellow Submarine / Eleanor Rigby Double face A                                                 | Parlophone         | No 1       |
| 17 février 1967   | Penny Lane / Strawberry Fields Forever Double face A                                           | Parlophone         | No 2       |
| 7 juillet 1967    | All You Need Is Love / Baby, You're a Rich Man                                                 | Parlophone         | No 1       |
| 24 novembre 1967  | Hello Goodbye / I Am the Walrus                                                                | Parlophone         | No 1       |
| 15 mars 1968      | Lady Madonna / The Inner Light                                                                 | Parlophone         | No 1       |
| 30 août 1968      | Hey Jude / Revolution                                                                          | Apple              | No 1       |
| 11 avril 1969     | Get Back / Don't Let Me Down                                                                   | Apple              | No 1       |
| 30 mai 1969       | The Ballad of John and Yoko / Old Brown Shoe                                                   | Apple              | No 1       |
| 31 octobre 1969   | Something / Come Together                                                                      | Apple              | No 4       |
| 6 mars 1970       | Let It Be / You Know My Name (Look Up the Number)                                              | Apple              | No 2       |
| 8 mars 1976       | Yesterday / I Should Have Known Better                                                         | Parlophone         | No 8       |
| 29 juin 1976      | Back in the U.S.S.R. / Twist and Shout                                                         | Parlophone         | No 19      |
| 30 septembre 1978 | Sgt. Pepper's Lonely Hearts Club Band - With a Little Help from My Friends / A Day in the Life | Parlophone         | No 63      |
| 25 mai 1982       | Beatles Movie Medley / I'm Happy Just to Dance with You                                        | Parlophone         | No 7       |
| 12 décembre 1995  | Free as a Bird / Christmas Time (Is Here Again)                                                | Apple              | No 2       |
| 4 mars 1996       | Real Love / Baby's in Black                                                                    | Apple              | No 4       |
| 2 novembre 2023   | Now and Then / Love Me Do Double face A                                                        | Apple / Parlophone | No 1       |

#### The Beatles with Tony Sheridan

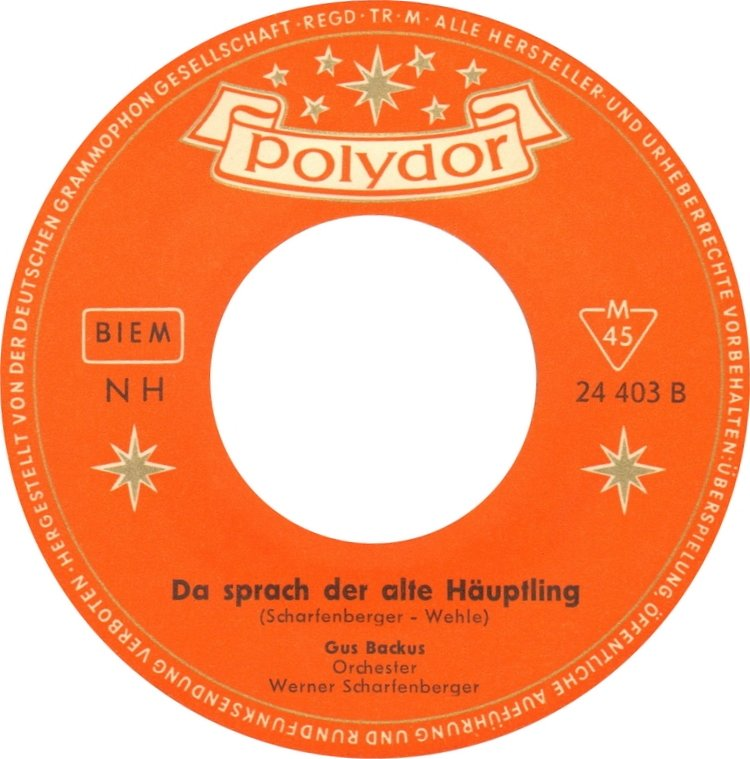
Ces enregistrements des Beatles à Hambourg ont été publiés en 45 tours par Polydor.

Déjà en 1962, le single My Bonnie, crédité à « Tony Sheridan and the Beatles » et produit en Allemagne de l'Ouest, est publié en Angleterre par Polydor. En 1964, lors de l'explosion de la Beatlemania, tous les enregistrements effectués par les Beatles à Hambourg en 1961 et en 1962 sont mis sur le marché par ce label. Le single Sweet Georgia Brown, manufacturé en Allemagne de l'Ouest, est offert en importation pour le Royaume-Uni exclusivement. La version de Nobody's Child enregistrée par les Beatles n'a jamais été disponible en single en Angleterre car c'est la version solo acoustique de Tony Sheridan qui est placée en face B. Les huit enregistrements des Beatles seront publiées dans l'album The Beatles' First en 1967.
- 5 janvier 1962 : My Bonnie / The Saints[52]
- 31 janvier 1964 : Sweet Georgia Brown (nouvelles paroles) / Nobody's Child (version acoustique solo de Sheridan)[50].
- 28 février 1964 : Cry for a Shadow / Why[53]
- 29 mai 1964 : Ain't She Sweet (#29)[54]/ If You Love Me, Baby[55]

### Aux États-Unis
Même s'il est propriété de EMI, le label Capitol Records tarde à mettre sur le marché les singles du groupe. Vee-Jay Records, et ses filiales Oldies 45 et Tollie, et Swan Records sortent alors les premiers 45 tours aux États-Unis. De plus, MGM et Atco Records se partageront les enregistrements effectués à Hambourg. Dans leur pays d'origine, les Beatles ne publiaient en single que des compositions originales pour la plupart inédites, c'est-à-dire sans être aussi incluses sur leurs albums. Profitant enfin de la manne qu'est la beatlemania, Capitol publiera subséquemment plusieurs autres chansons en single, dont des reprises, qui ont le potentiel de grimper dans le classement musical. Le magazine Billboard estimera que durant les trois premiers mois de 1964, les Beatles compteront 60 % de tous les singles vendus aux États-Unis. Quelques singles seront aussi commercialisés après la dissolution du groupe. 
Sauf indication contraire, tous les titres sont publiés par Capitol Records ou, à partir d'août 1968, par Apple Records. L'astérisque indique des singles inédits ou différents de ceux publiés en Angleterre. Le symbole 2ƒA représente un single à double face A.

#### 1962

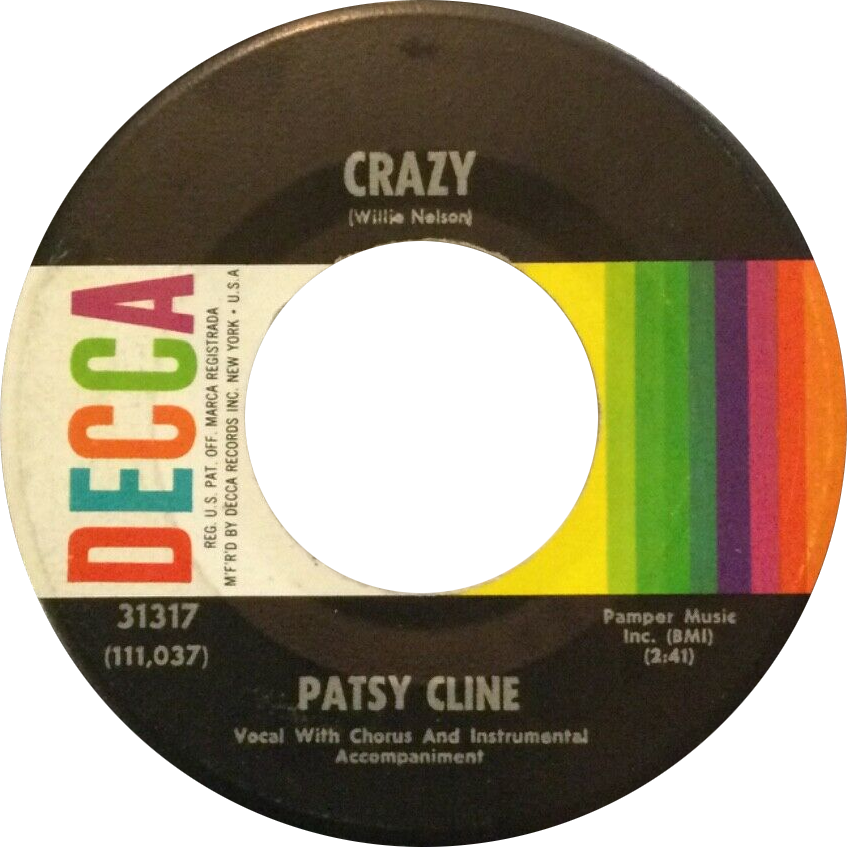
En Amérique du Nord, Decca est le premier label à publier un disque des Beatles, bien qu'ils soient crédités au nom The Beat Brothers.

- 23 avril : My Bonnie / The Saints crédité à Tony Sheridan and the Beat Brothers (Decca Records)[57] (1re parution)

En 1963 et au début de 1964, certaines chansons du groupe ont été publiées sur des petits labels tels Tollie et Oldies 45 (des filiales de Vee-Jay) ou Swan.

#### 1963
- 25 février : Please Please Me / Ask Me Why (Vee-Jay Records)[58] (1re parution)
- 27 avril : Love Me Do (#1)[59] ,[n 8] / P.S. I Love You (Tollie Records et Capitol of Canada (importation))[60] (1re parution)
- 27 mai : From Me to You (#116) / Thank You Girl (Vee-Jay)[61]
- 16 septembre : She Loves You / I'll Get You (Swan Records)[62] (1re parution)
- 15 octobre : Love Me Do[n 9] / P.S. I Love You (Oldies 45)[60] (2e parution)
- 26 décembre : I Want to Hold Your Hand (#1) / I Saw Her Standing There (#14) *

1964
- 25 janvier : She Loves You (#1) / I'll Get You (Swan)[62] (2e parution)
- 27 janvier : My Bonnie (#26) / The Saints crédité à The Beatles with Tony Sheridan (MGM Records) [57] (2e parution)
- 30 janvier : Please Please Me (#3) (2e parution) / From Me to You (#41) (Vee-Jay)[58]L'étiquette caractéristique des 45 tours de Capitol Records durant les années 1960. *

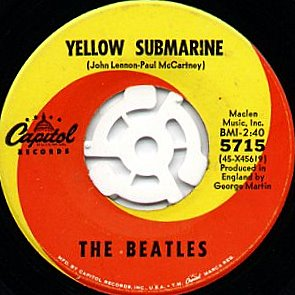
L'étiquette caractéristique des 45 tours de Capitol Records durant les années 1960.

- 8 février : All My Loving (#45) / This Boy (Capitol of Canada (importation)) *
- 15 février : Roll Over Beethoven (#68) / Please Mr. Postman (Capitol of Canada (importation)) *
- 2 mars : Twist and Shout (#2) / There's a Place (#74) (Tollie) (1re parution) *
- 16 mars : Can't Buy Me Love (#1) / You Can't Do That (#48)
- 23 mars : Do You Want to Know a Secret (#2) / Thank You Girl (#35) *
- 27 mars : Why / Cry for a Shadow (#88) crédité à The Beatles with Tony Sheridan (MGM)[63] *[n 10]
- 27 avril : Love Me Do[n 11] / P.S. I Love You (#10) (3e parution)
- 21 mai : Sie Liebt Dich (#97) / I'll Get You (Swan)[64],[65] *
- 1er juillet : Sweet Georgia Brown / Take Out Some Insurance on Me Baby crédité à The Beatles with Tony Sheridan (Atco Records)[66] *
- 6 juillet : Ain't She Sweet (#19) crédité à The Beatles / Nobody's Child crédité à The Beatles with Tony Sheridan (Atco)[67] *
- 13 juillet : A Hard Day's Night (#1) / I Should Have Known Better (#53) *
- 20 juillet : I'll Cry Instead (#25) / I'm Happy Just to Dance with You (#95) *
- 20 juillet : And I Love Her (#12) / If I Fell (#53) *
- 24 août : Matchbox (#17) / Slow Down (#25) *
- 23 novembre : I Feel Fine (#1) / She's a Woman (#4)

#### 1965
- 15 février : Eight Days a Week (#1) / I Don't Want to Spoil the Party (#39) *
- 19 avril : Ticket to Ride (#1) / Yes It Is (#46)
- 19 juillet : Help! (#1) / I'm Down (#101)
- 13 septembre : Yesterday (#1) / Act Naturally (#47) *
- 6 décembre : We Can Work It Out (#1) / Day Tripper (#5) 2ƒA

#### 1966
- 21 février : Nowhere Man (#3) / What Goes On (#81) *
- 30 mai : Paperback Writer (#1) / Rain (#23)
- 8 août : Yellow Submarine (#2) / Eleanor Rigby (#11)

#### 1967

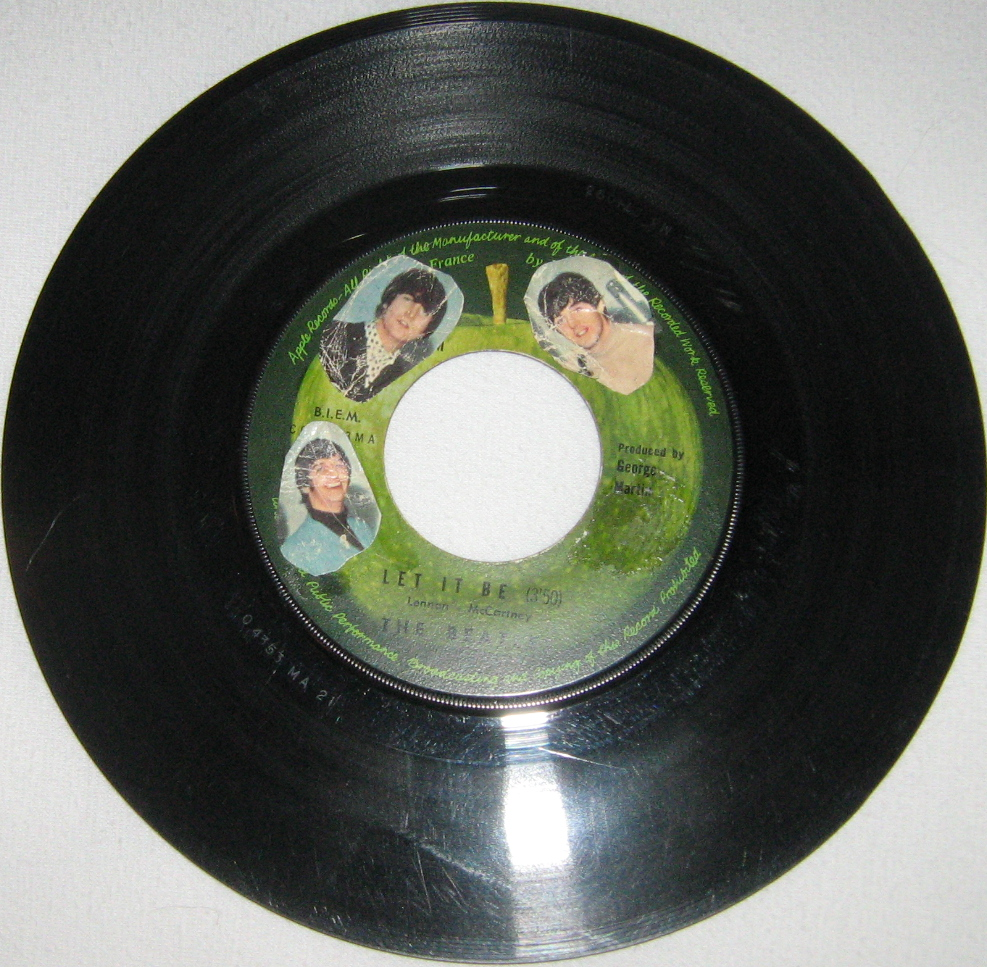
L'étiquette des publications d'Apple, celle-ci personnalisée par un fan.

- 13 février : Penny Lane (#1) / Strawberry Fields Forever (#8) 2ƒA
- 17 juillet : All You Need Is Love (#1) / Baby You're a Rich Man (#34)
- 27 novembre : Hello, Goodbye (#1) / I Am the Walrus (#56)

#### 1968
- 18 mars : Lady Madonna (#4) / The Inner Light (#96)
- 26 août : Hey Jude (#1) / Revolution (#12) (1re publication d'Apple Records)

#### 1969
- 5 mai : Get Back (#1) / Don't Let Me Down (#35) crédité à The Beatles with Billy Preston
- 4 juin : The Ballad of John and Yoko (#8) / Old Brown Shoe
- 6 octobre : Something (#1) / Come Together (#1) 2ƒA[n 12]

#### 1970

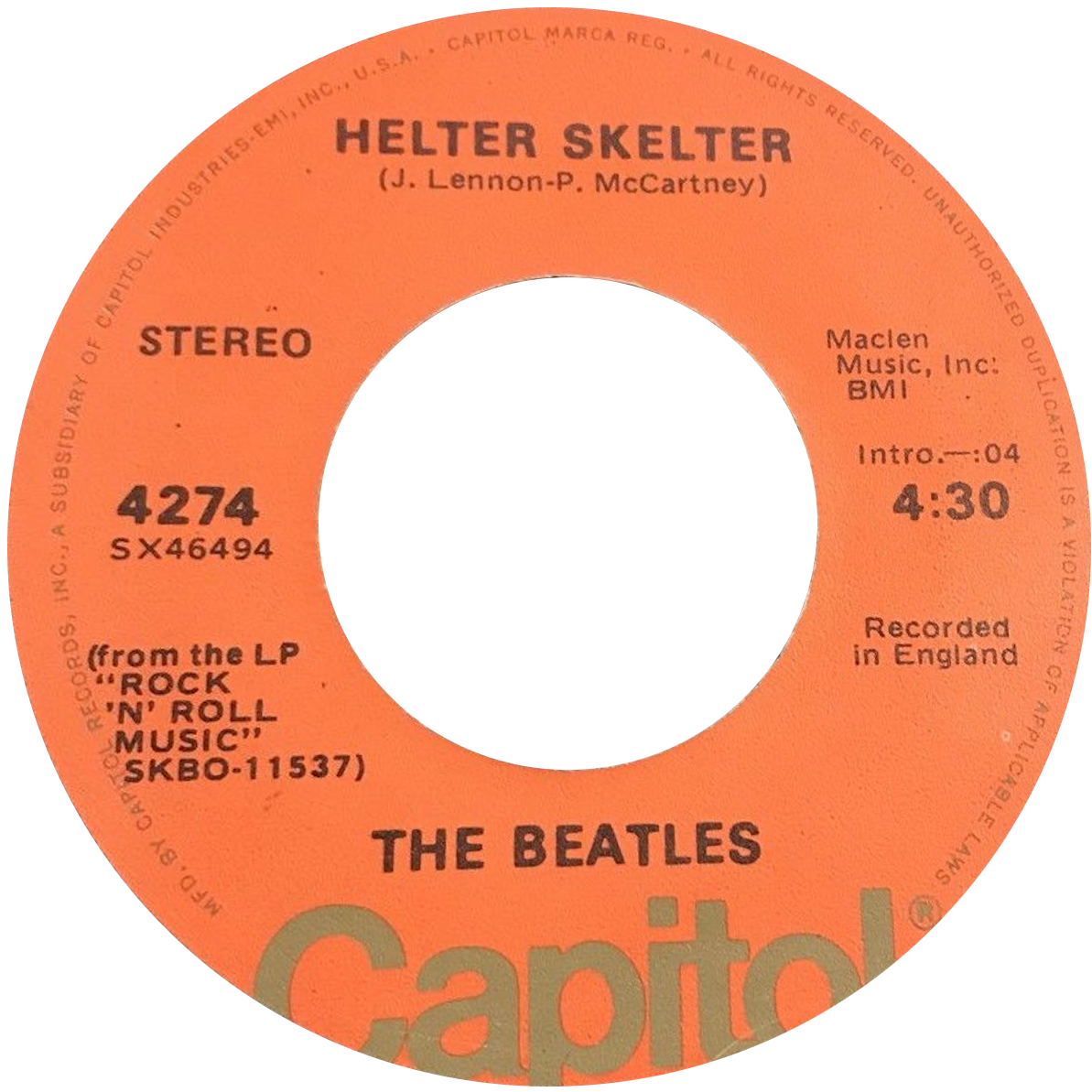
L'étiquette des publications de Capitol dans les années 1970.

- 11 mars : Let It Be (#1) / You Know My Name (Look Up the Number)
- 11 mai : The Long and Winding Road (#1) / For You Blue (#1) *

Post-séparation
- 31 mai 1976 : Got to Get You into My Life (#7) / Helter Skelter (Capitol) *
- 8 juin 1976 : Ob-La-Di, Ob-La-Da (#49) / Julia (Capitol) *
- 14 août 1978 : Sgt. Pepper's Lonely Hearts Club Band / With a Little Help from My Friends (#71) / A Day in the Life (Capitol)
- 22 mars 1982 : Beatles Movie Medley (#12) / I'm Happy Just to Dance with You (Capitol)
- 23 juillet 1986 : Twist and Shout (#23) / There's a Place (Capitol) (2e parution) *
- 12 décembre 1995 : Free as a Bird (#6) / Christmas Time (Is Here Again)
- 5 mars 1996 : Real Love (#11) / Baby's in Black
- 2 novembre 2023 : Now and Then (#7) / Love Me Do  2ƒA

## Ailleurs dans le monde
Au début des années 1960, contrairement à aujourd'hui où la mise en marché des disques est généralement uniforme partout dans le monde, l'industrie du disque publiait des variations, parfois majeures, dans la configuration des albums non seulement aux États-Unis mais aussi dans plusieurs autres pays. Sont présentées ici les variations des discographies des pays francophones et autres exceptions notables des disques des Beatles.

### En France
Sur le sol français, la discographie des Beatles est principalement marquée par la publication de 27 EP entre 1963 et 1967, incluant le double Magical Mystery Tour. Odeon, le distributeur français des Beatles, considère que le public préfère ne pas acheter les singles (en Belgique, on en publiera treize), même si un certain nombre de disques deux titres sont pressés pour les juke-box uniquement, non disponibles dans le commerce. À partir de 1967, les singles à deux titres remplaceront les EP.
Les albums français sont les mêmes qu'au Royaume-Uni, bien que les quatre premières publications aient été rebaptisées et que les équivalents de Please Please Me et With the Beatles aient été publiés dans l'ordre inverse. Les pochettes des cinq premières éditions françaises sont différentes des versions originales et le logo utilisé est habituellement celui en lettres cursives avec les antennes d'insectes sur le « B », en copiant les dernières lettres pour les réutiliser afin d'en faire l'article « Les ». La compilation Les Beatles dans leurs 14 plus grands succès, le seul best-of du groupe compilé exclusivement pour le marché français, est publiée en septembre 1965 tandis que le disque américain Hey Jude sort en 1970 sous son titre provisoire The Beatles Again.
Jusqu'en 1965, c'est-à-dire avant Rubber Soul, les disques du groupe paraissent sous le nom « Les Beatles » et sont en son monophonique. Exceptionnellement, Sgt. Pepper's Lonely Hearts Club Band est publié sous l'étiquette Parlophone avec les mêmes numéros de série qu'au Royaume-Uni.

#### Les albums studios
| Date              | Album                                | Classement | Étiquette                                               |
| ----------------- | ------------------------------------ | ---------- | ------------------------------------------------------- |
| novembre 1963     | Les Beatles                          | No 5       | Odeon OSX 222                                           |
| janvier 1964      | Les Beatles No 1                     | No 5       | Odeon OSX 225                                           |
| juillet 1964      | 4 Garçons dans le vent               | No 5       | Odeon OSX 226                                           |
| décembre 1964     | Les Beatles 1965                     | No 80      | Odeon OSX 228                                           |
| août 1965         | Chansons du film Help!               | No 5       | Odeon OSX 230                                           |
| décembre 1965     | Rubber Soul                          | No 5       | Odeon OSX 232                                           |
| 25 août 1966      | Revolver                             | No 5       | Odeon LSO 105 (mono) Odeon SLSO 105 (stéréo)            |
| 1er juin 1967     | Sgt Pepper's Lonely Hearts Club Band | No 4       | Parlophone PMC 7027 (mono) Parlophone PCS 7027 (stéréo) |
| 11 novembre 1968  | The Beatles                          | No 1       | Apple SMO 2051/2                                        |
| 27 janvier 1969   | Yellow Submarine                     | No 4       | Apple PCS 7070                                          |
| 12 septembre 1969 | Abbey Road                           | No 1       | Apple PCS 7088                                          |
| 8 mai 1970        | Let It Be                            | No 5       | Apple 2C 062 04433 Y                                    |

#### Les compilations
| Date               | Album                                        | Classement | Étiquette                                   |
| ------------------ | -------------------------------------------- | ---------- | ------------------------------------------- |
| septembre 1965     | Les Beatles dans leurs 14 plus grands succès | No 80      | Odeon OSX 231                               |
| 19 décembre 1966   | A Collection of Beatles Oldies               | No 5       | Odeon LSO 107 (mono) Odeon LSO 107 (stéréo) |
| 1er septembre 1969 | The Beatles' First                           | -          | Polydor/Triumph 240011                      |
| 2 mars 1970        | The Beatles Again                            | No 11      | Apple 2C 062 04348                          |

#### 33 tours25cm
22 mai 1964 : Les Beatles (Polydor) - possède les huit chansons enregistrées à Hambourg.

#### Les EP
Tous les titres sont publiés par Odéon sauf indication contraire.

##### 1962
- janvier : Mister Twist - When the Saints / Cry for a Shadow / My Bonnie / Why (crédité à Tony Sheridan sur Polydor et réédité en février 1964)[72]

##### 1963
- septembre : From Me To You / Ask Me Why / I Saw Her Standing There / Please Please Me
- octobre : She Loves You / Do You Want To Know A Secret / Twist And Shout / A Taste Of Honey (#12)[73]
- décembre : I Want To Hold Your Hand / It Won't Be Long / I Wanna Be Your Man / Till There Was You

##### 1964
- février : Les Beatles : When The Saints - My Bonnie - réédition de Mister Twist (Polydor)[74]
- février : Les Beatles : Ain't She Sweet / If You Love Me Baby[n 14] / Sweet Georgia Brown / Nobody's Child (Polydor)[75],[76]
- mars : Roll Over Beethoven / You Really Got a Hold on Me / Boys / Love Me Do (#39)[73]
- avril : Can't Buy Me Love / This Boy / You Can't Do That / I'll Get You
- mai : All My Loving / Little Child / Hold Me Tight / Don't Bother Me
- juin : Long Tall Sally - Long Tall Sally / Slow Down / Matchbox / I Call Your Name
- septembre : 4 Garçons dans le vent - Hard Day's Night / I Should Have Known Better / Tell Me Why / And I Love Her
- septembre : 4 Garçons dans le vent 2 - I'm Happy Just To Dance With You / If I Fell / Things We Said Today / When I Get Home
- décembre : I Feel Fine / Any Time At All / She's A Woman / I'll Be Back

##### 1965
- janvier : Eight Days A Week / Rock And Roll Music / I'm A Loser / No Reply
- mai : Ticket To Ride / I Don't Want To Spoil The Party / Baby's In Black / Yes It Is
- août : Chansons du film "Help!" - Help! / Mr Moonlight / I'm Down / I'll Follow The Sun
- septembre : Another Girl / I Need You / The Night Before / You're Going To Lose That Girl
- septembre : You've Got To Hide Your Love Away / Yesterday / Dizzy Miss Lizzy / You Like Me Too Much
- décembre : Tell Me What You See / It's Only Love / Act Naturally / I've Just Seen A Face
- décembre : Kansas City/Hey-Hey-Hey-Hey! / Words Of Love / What You're Doing / Every Little Thing
- décembre : Devil In Her Heart / Not A Second Time / Money (That's What I Want) / All I've Got To Do
- décembre : Misery / Anna (Go To Him) / Chains / Baby It's You
- décembre : Honey Don't / I'll Cry Instead / There's A Place / Everybody's Trying To Be My Baby

##### 1966
- janvier : Michelle / Run For Your Life / Drive My Car / Girl (#1)
- janvier : Yesterday / The Night Before / Act Naturally / It's Only Love
- mars : We Can Work It Out / You Won't See Me / Day Tripper / Norwegian Wood (This Bird Has Flown)
- juin : Paperback Writer / The Word / Rain / Nowhere Man
- septembre : Yellow Submarine / For No One / Eleanor Rigby / Good Day Sunshine (#3)

##### 1967
- février : Strawberry Fields Forever / And Your Bird Can Sing / Penny Lane / I'm Only Sleeping (#5)
- décembre : Magical Mystery Tour - Magical Mystery Tour / Your Mother Should Know / I Am The Walrus / The Fool On The Hill / Flying / Blue Jay Way

#### Les 45 tours
| Date          | Single                                            | Classement |
| ------------- | ------------------------------------------------- | ---------- |
| décembre 1965 | We Can Work It Out / Day Tripper                  | –          |
| juillet 1967  | All You Need Is Love / Baby, You're a Rich Man    | No 1       |
| novembre 1967 | Hello Goodbye / I Am the Walrus                   | No 1       |
| mars 1968     | Lady Madonna / The Inner Light                    | No 2       |
| août 1968     | Hey Jude / Revolution                             | No 3       |
| janvier 1969  | Ob-La-Di, Ob-La-Da / While My Guitar Gently Weeps | No 3       |
| avril 1969    | Get Back / Don't Let Me Down                      | No 2       |
| mai 1969      | The Ballad of John and Yoko / Old Brown Shoe      | No 6       |
| octobre 1969  | Something / Come Together                         | No 6       |
| mars 1970     | Let It Be / You Know My Name (Look Up the Number) | No 3       |
| juin 1970     | The Long and Winding Road / For You Blue          | No 12      |
| janvier 1972  | All Together Now / Hey Bulldog ,                  | –          |
| juin 1977     | Ticket to Ride / Dizzy Miss Lizzy (Live) ,        | –          |
| décembre 1995 | Free as a Bird / Christmas Time (Is Here Again)   | No 23      |
| mars 1996     | Real Love / Baby's in Black (Live)                | No 36      |
| novembre 2023 | Now and Then / Love Me Do                         | No 14      |

### Au Canada
Les albums publiés au Canada sont les mêmes que ceux publiés aux États-Unis sauf pour les trois premiers qui sont édités par Capitol Records of Canada. À l'exception de Beatlemania! With the Beatles, qui est pratiquement identique à la version britannique, les deux autres possèdent des pochettes et des titres distincts et une liste de chansons inédite. Les versions canadiennes sont originellement publiées en mono et, en 1967, lorsque Capitol Canada publie une réédition des disques du groupe, ce sont les éditions américaines qui sont produites. Cela sonne le glas des versions canadiennes, jusqu'à ce que, dans les années 1970, elles soient rééditées en stéréo[réf. nécessaire]. Les éditions de Vee Jay ou de Swan ne traverseront pas la frontière américano-canadienne.

#### Les albums exclusifs
| Date             | Album                         | Classement | Étiquette                |
| ---------------- | ----------------------------- | ---------- | ------------------------ |
| 25 novembre 1963 | Beatlemania! With the Beatles | N°1        | Capitol of Canada T-6051 |
| 3 février 1964   | Twist and Shout               | N°1        | Capitol of Canada T-6054 |
| 11 mai 1964      | The Beatles' Long Tall Sally  | N°1        | Capitol of Canada T-6063 |
| 4 novembre 1969  | Very Together                 | -          | Polydor 242.008          |

#### 45 tours
Les quatre premiers singles canadiens, publiés en 1963, sont les mêmes que ceux publiés en Angleterre tandis qu'à partir de 1964, les suivants sont identiques à ceux publiés aux États-Unis par Capitol, même si plusieurs de ces 45 tours sont publiés avant la version américaine. Des vingt-et-une chansons qui ont atteint la première place du palmarès canadien, I Saw Her Standing There, This Boy, All My Loving, Nowhere Man, Yellow Submarine, Eleanor Rigby et Something n'ont pas atteint cette position aux États-Unis.

### Autres pays

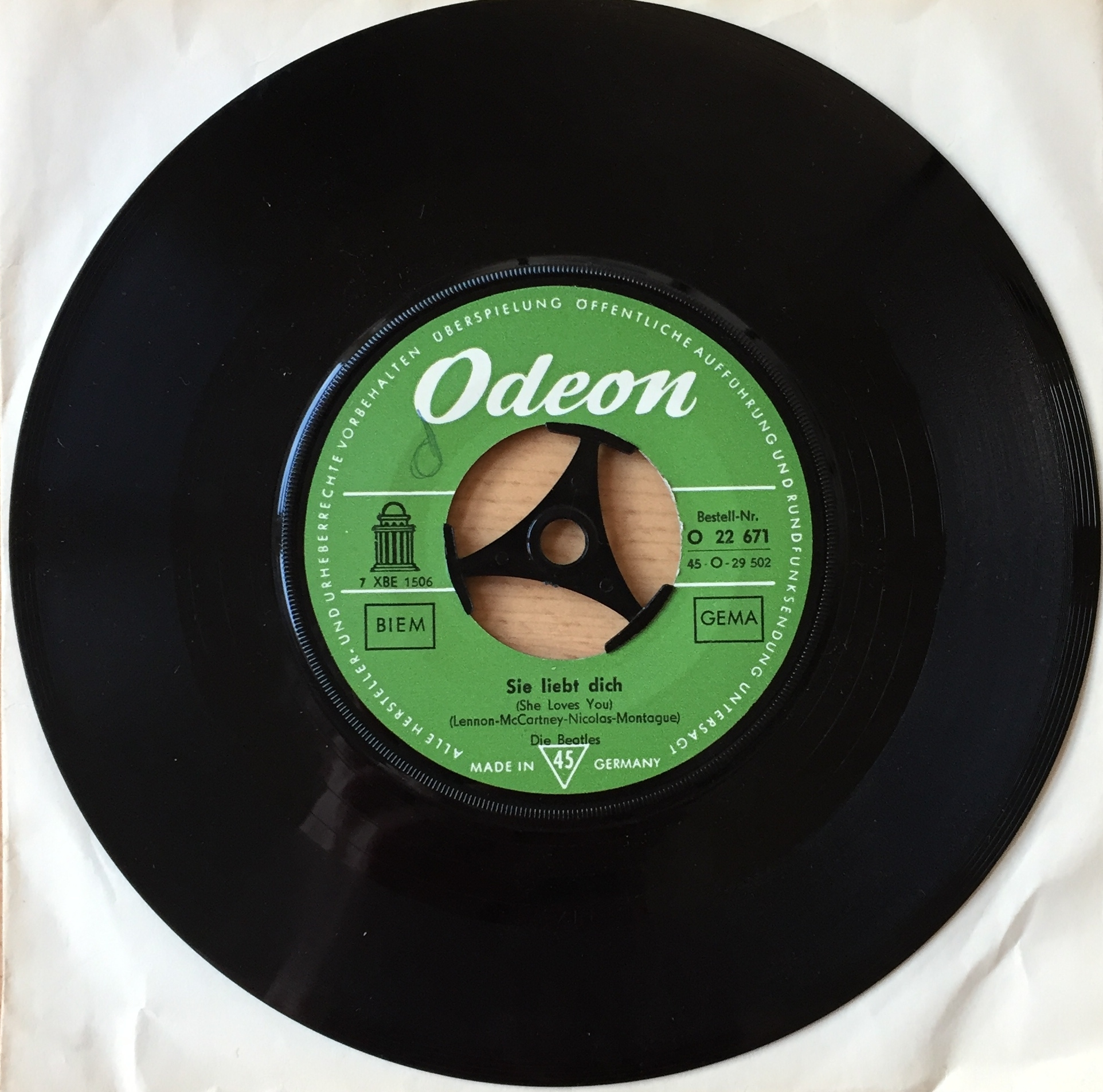
Sie liebt dich est sur la face B du 45 tours allemand.

Le 23 octobre 1961 en Allemagne de l'Ouest est publié pour la première fois le single My Bonnie / The Saints crédité à Tony Sheridan and the Beat Brothers qui se retrouveront aussi dans l'album du chanteur intitulé My Bonnie. En avril 1964, c'est au tour de la compilation The Beatles' First ! contenant les huit enregistrements du groupe effectués à Hambourg avec ou sans ce chanteur et guitariste. Ces chansons y sont toutes publiées en 45 tours durant l'année. Le 5 mars 1964, le single Komm, gib mir deine Hand / Sie liebt dich, les versions en langue allemande des chansons I Want to Hold Your Hand et She Loves You, est publié, cette fois par Odeon, une filiale de EMI.
Plusieurs pays éditent leurs propres versions des albums, des maxis et des 45 tours, soit en changeant les pochettes, soit en reconfigurant la liste des chansons. Des éditions japonaises inédites sont publiées en 1964 et 1965 et cinq de ces 33 tours seront réédités en format CD le 25 juin 2014 dans la collection The Japan Box.
Des versions 78 tours sont produites aux Philippines, en Colombie,, en Argentine et surtout en Inde, où cette production s'est poursuivie possiblement jusqu'en 1968,.

## Éditions obsolètes
Durant les années 1960, des formats insolites et aujourd'hui obsolètes sont commercialisés surtout aux États-Unis, sur lesquels certains titres des Beatles sont publiés. Ces objets plus ou moins rares sont prisés des collectionneurs.

### Bobines de magnétophones
Tous les albums des Beatles ont été mis en marché en bobines 4 pouces reel-to-reel. En Angleterre le ruban était celui manufacturé par la compagnie EMI elle-même, de qualité supérieure, et la bobine était rangée dans un boîtier de carton illustré de la pochette de l'album. De 1963 à 1967, tous les titres des Beatles ont été publiés y compris A Collection of Beatles Oldies mais seulement en format mono. En 1968, une autre édition a été manufacturées reprenant tous les titres précédents cette fois en formats mono et stéréo, présentés dans un boîtier en plastique transparent avec un dépliant de la pochette inséré à l'intérieur. Leur nouvel album homonyme a été publié dans une bobine 5 pouces afin de pouvoir y contenir toutes les chansons. En 1969 et 1970, les deux derniers albums des Beatles, Abbey Road et Let It Be, ont été eux aussi disponibles évidemment en stéréo. Mais, comme la grande majorité des magnétophones en Angleterre sont mono, ces deux albums y ont aussi été publiés pour la seule et unique fois en ce format. Yellow Submarine ni Magical Mystery Tour n'ont pas été publiés en bobine.
Capitol Records a aussi publié des bobines de ses versions des albums des Beatles, tandis que Hard Day's Night a été publié par la United Artists. Comme l'album précédent, Meet the Beatles est le seul à avoir été publié par Capitol en mono et en stéréo. Tous les autres albums sont uniquement en stéréo et certains ont été mis en marché avec deux albums par bobine; Beatles '65/Early Beatles, Beatles VI/Something New, Rubber Soul/Second Album y compris le « Double blanc ». Tous les autres sont seuls sur une bobine simple.

### Cartouches 4 pistes
Ce format de ruban magnétique ¼ de pouce, commercialisé pour l'utilisation dans les voitures, pouvait contenir un album au complet . Comme la cartouche n'a pas besoin d'être tournée, les « faces », possédant chacune deux pistes stéréo, sont nommées « programmes ».
L'ordre des chansons était parfois modifié pour équilibrer la durée des deux programmes et éviter de trop longs silences à la fin d'un programme avant le basculement automatique sur le programme suivant.

#### ITCC
Le 31 juillet 1965, United Artists sort la première cartouche 4 pistes d'un album du groupe, manufacturée par la International Tape Cartridge Corporation (ITCC), et qui contient la trame sonore du film A Hard Day's Night.
L'ordre des chansons de l'album est grandement modifié à son équivalent américain. La position originelle est notée entre parenthèses :
A Hard Day's Night
Programme 1 : A Hard Day's Night (Vocal) (1), If I Fell (Vocal) (8), Can't Buy Me Love (Vocal) (11), I Should Have Known Better (Instrumental) (4), And I Love Her (Vocal) (9), I Should Have Known Better (Vocal) (7)

Programme 2 : I'm Happy Just To Dance With You (Vocal) (5), I Cry Instead [sic] (Vocal) (3), Ringo's Theme (This Boy) (Instrumental) (10), And I Love Her (Instrumental) (6), Tell Me Why (Vocal) (2), A Hard Day's Night (Instrumental) (12)

#### Muntz

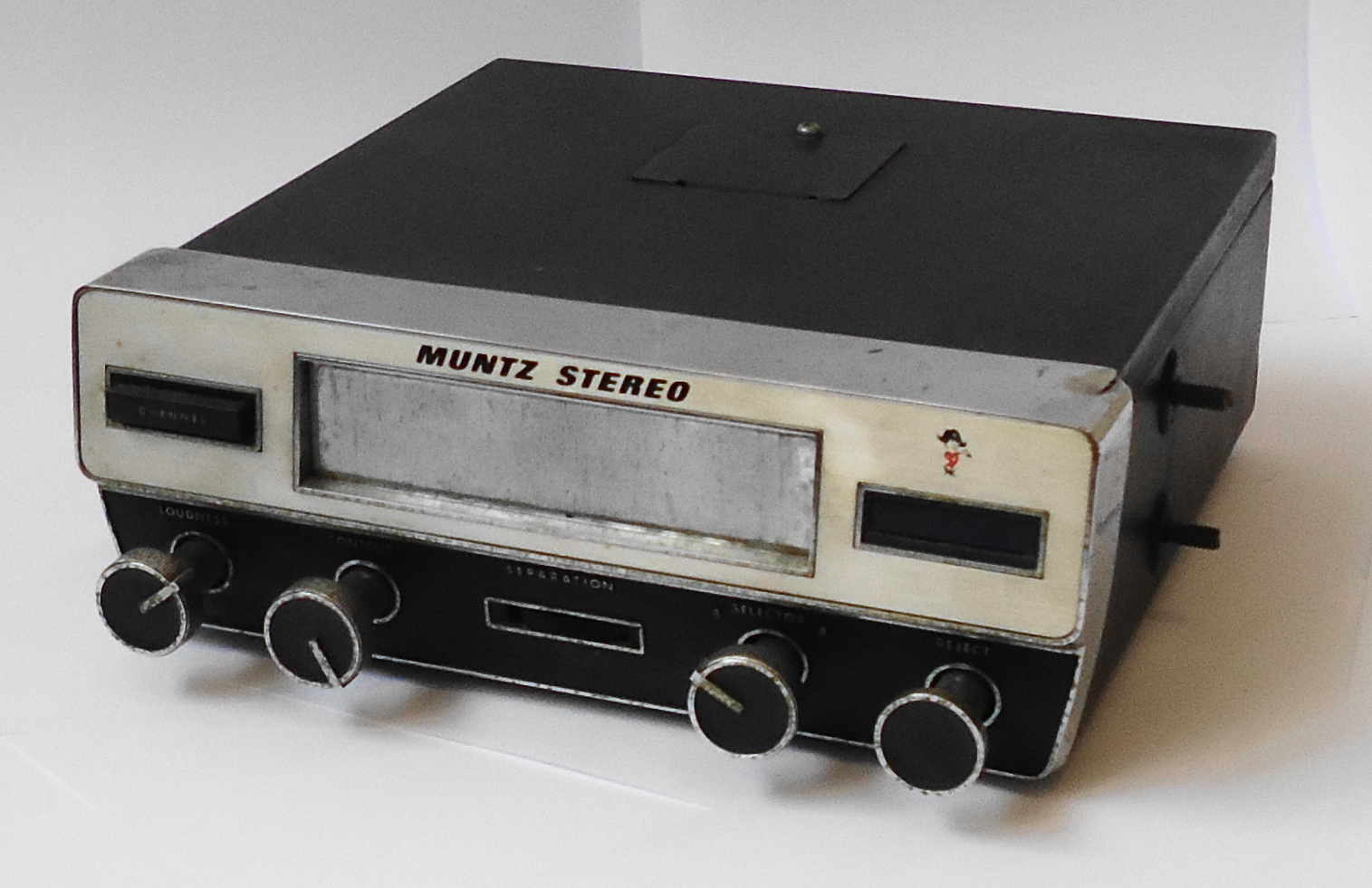
Le lecteur pour automobile Stereo-Pak de Muntz.

Plusieurs éditions américaines des Beatles ont été publiées par Capitol dans le format cartouches 4 pistes Stereo-Pak (en) de Muntz, pour la plupart à l'identique.
Pour l'album Something New, pour équilibrer la durée des programmes, les chansons Slow Down et I'm Happy Just to Dance with You ont été interverties. Dans le cas de Help!, ce sont les pistes From Me to You Fantasy et You're Going to Lose That Girl qui se remplacent. Les chansons de clôture I Am the Walrus et All You Need Is Love sont interverties sur Magical Mystery Tour. Pour l'« Album blanc », la chanson Blackbird est placée en finale du programme 1 tandis que Happiness Is a Warm Gun ouvre le programme 2. Pour la cartouche 2, Revolution No. 1 [sic] clôt maintenant le programme 1 et Sexy Sadie ouvre le programme 2. Pour l'album Yellow Submarine, la dernière édition de Beatles en cartouche 4 pistes par Muntz, la chanson Lucy in the Sky with Diamonds tirée de l'album Sgt. Pepper a été ajoutée en ouverture du programme 2. Deux des pièces instrumentales de George Martin y sont notées Medley: Sea of Time & Sea of Holes. L'album de Atco Records Ain't She Sweet (en) a aussi été commercialisé en Stereo-Pak.
Trois albums contiennent des variations notables dans l'ordre des chansons :
Rubber Soul
Programme 1 : Think For Yourself (4), Girl (8), Run For Your Life (12), The Word (5), In My Life (10), Norwegian Wood (2)

Programme 2 : I've Just Seen a Face (1), I'm Looking Through You (9), Michelle (6), You Won't See Me (3), It's Only Love (7), Wait (11)
Yesterday and Today
Programme 1 : Drive My Car (1), And Your Bird Can Sing (7), If I Needed Someone (8), Dr. Robert (4), Yesterday (5), Act Naturally (6)

Programme 2 : I'm Only Sleeping (2), Nowhere Man (3), We Can Work It Out (9), What Goes On?[sic] (10), Day Tripper (11)
Revolver
Programme 1 : Taxman (1), Eleanor Rigby (2), Good Day Sunshine (7), Here, There and Everywhere (4), For No One (8), I Want To Tell You (9)

Programme 2 : Love You To (3), She Said She Said (6), Tomorrow Never Knows (11), Yellow Submarine (5), Got To Get You into My Life (10)

#### Ampex
En association avec Apple, la compagnie Ampex manufacture des cartouches 4 pistes en 1969 et 1970, dont Abbey Road, Let It Be (sur lequel Dig It et Maggie Mae sont placées avant et après The Long and Winding Road sur le programme 2) et la compilation Hey Jude (où Lady Madonna est placée en seconde piste sur le programme 2 et The Ballad of John and Yoko clôt le programme 1). De plus, quelques titres déjà publiés par Capitol / Muntz, mais avec parfois d'autres variations dans l'ordre des titres, sont commercialisés.

#### Autres titres
Quelques albums solo ou d'artistes produits par les membres du groupe ont aussi été distribués en cartouches 4-pistes par Capitol ou Apple.

### Cartouches 8 pistes

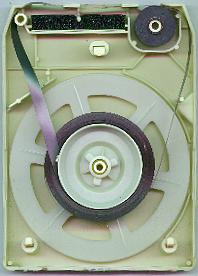
Le mécanisme interne d'une cartouche 8 pistes.

Les cartouches 8 pistes sont rapidement apparues sur le marché, en compétition avec les précédentes. Ce nouveau format de ruban ¼ de pouce possédant 4 programmes stéréo a pris une très grande part du marché des cartouches pour voiture. Par contre, il exigeait habituellement une refonte complète dans l'ordre des chansons allant jusqu'à en rajouter une pour éviter de longs silences entre les programmes. On pouvait aussi scinder une chanson en deux parties comme c'est le cas pour Day Tripper sur la cartouche Yesterday and Today. À part A Hard Day's Night, publiée par United Artists Records, ces rubans sont publiés par Capitol et, à partir de l'« Album blanc », par Apple. Seuls les deux derniers albums sortent aussi au Royaume-Uni au même moment qu'en Amérique mais dans des configurations différentes. Les autres albums britanniques des Beatles seront réédités au Royaume-Uni en cartouches 8 pistes durant les années 1970 dans des configurations inédites.
Voici la configuration des albums publiés durant la carrière active du groupe. La position des chansons sur l'album vinyle originel est notée entre parenthèses :

#### Meet the Beatles
Programme 1 : I Want To Hold Your Hand (1), Till There Was You (9), I Wanna Be Your Man (11)
Programme 2 : I Saw Her Standing There (2), Little Child (8), Not A Second Time (12)
Programme 3 : It Won't Be Long (4), All I've Got To Do (5), Hold Me Tight (10)
Programme 4 : This Boy (3), All My Loving (6), Don't Bother Me (7)

#### The Beatles' Second Album
Programme 1 : Roll Over Beethoven (1), Thank You Girl (2), Devil In Her Heart (4)
Programme 2 : Money (That's What I Want) (5), You Can't Do That (6), Long Tall Sally (7)
Programme 3 : You Really Got A Hold On Me (3), I Call Your Name (8), I'll Get You (10)
Programme 4 : Please Mister Postman (9), She Loves You (11), And I Love Her (Ajout)

#### A Hard Day's Night
Programme 1 : A Hard Day's Night (Vocal) (1) , If I Fell (Vocal) (8), Can't Buy Me Love (Vocal) (11)
Programme 2 : I Should Have Known Better (Instrumental) (4), And I Love Her (Vocal) (9), I Should Have Known Better (Vocal) (7)
Programme 3 : I'm Happy Just To Dance With You (Vocal) (5), And I Love Her (Instrumental) (6), I Cry Instead [sic] (Vocal) (3)
Programme 4 : Ringo's Theme (This Boy) (Instrumental) (10), Tell Me Why (Vocal) (2), A Hard Day's Night (Instrumental) (12)

#### Something New
Programme 1 : I'll Cry Instead (1), Things We Said Today (2), If I Fell (10)
Programme 2 : Slow Down (5), Matchbox (6), I'm Happy Just To Dance With You (9)
Programme 3 : Any Time At All (3), And I Love Her (8), Thank You Girl (Ajout)
Programme 4 : When I Get Home (4), Tell Me Why (7), Komm, Gib Mir Deine Hand (I Want To Hold Your Hand) (11)

#### Beatles '65
Programme 1 : No Reply (1), I'm A Loser (2), Rock And Roll Music (4)
Programme 2 : I'll Follow The Sun (5), Mr. Moonlight (6), Honey Don't (7)
Programme 3 : Baby's In Black (3), I'll Be Back (8), She's A Woman (9)
Programme 4 : I Feel Fine (10), Everybody's Trying To Be My Baby (11), You Can't Do That (Ajout)

#### Beatles VI
Programme 1 : Kansas City [sic] (1), You Like Me Too Much (3), I'm A Loser (Ajout)
Programme 2 : I Don't Want To Spoil The Party (5), Words Of Love (6), Dizzy Miss Lizzie [sic] (9)
Programme 3 : Bad Boy (4), What You're Doing (7), Yes It Is (8)
Programme 4 : Eight Days A Week (2), Tell Me What You See (10), Every Little Thing (11)

#### Help!
Programme 1 : Help! (1), The Night Before (2), From Me To You Fantasy (3)
Programme 2 : You've Got To Hide Your Love Away (4), Another Girl (7), Ticket To Ride (9)
Programme 3 : In The Tyrol (6), I Need You (5), The Bitter End / You Can't Do That (10)
Programme 4 : Another Hard Day's Night (8), You're Gonna Lose That Girl (11), The Chase (12)
Rubber Soul
Programme 1 : Think For Yourself (4), Girl (8), Run For Your Life (12)
Programme 2 : The Word (5), In My Life (10), Norwegian Wood (2)
Programme 3 : I've Just Seen A Face (1), I'm Looking Through You (9), Michelle (6)
Programme 4 : You Won't See Me (3), It's Only Love (7), Wait (11)

#### “Yesterday”…and Today
Programme 1 : Drive My Car (1), Dr. Robert (4), We Can Work It Out (9)
Programme 2 : Nowhere Man (3), Yesterday (5), And Your Bird Can Sing (7)
Programme 3 : Act Naturally (6), What Goes On? [sic] (10), Day Tripper (part 1)
Programme 4 : Day Tripper (conclusion) (11), I'm Only Sleeping (2), If I Needed Someone (8)

#### Revolver
Programme 1 : Taxman (1), Eleanor Rigby (2), Good Day Sunshine (7)
Programme 2 : Here, There and Everywhere (4), For No One (8), I Want To Tell You (9)
Programme 3 : Love You To (3), She Said She Said (6), Tomorrow Never Knows (Part 1)
Programme 4 : Tomorrow Never Knows (Conclusion) (11),Yellow Submarine (5), Got To Get You into My Life (10)

#### Sgt. Pepper's Lonely Hearts Club Band
Programme 1 : Sgt. Pepper's Lonely Hearts Club Band (1), A Little Help From My Friends (2), Fixing a Hole (5), Being For The Benefit Of Mr. Kite (7)
Programme 2 : Lucy In The Sky With Diamonds (3), Getting Better (4), She's Leaving Home (6)
Programme 3 : Within You Without You (8), A Day In The Life (13)
Programme 4 : When I'm Sixty-Four (9), Lovely Rita (10), Good Morning Good Morning (11), Sgt. Pepper's Lonely Hearts Club Band (Reprise) (12)

#### Magical Mystery Tour
Programme 1 : Magical Mystery Tour (1), Blue Jay Way (4), Your Mother Should Know (5)
Programme 2 : Strawberry Fields Forever (8), Baby You're A Rich Man (10), I Am The Walrus (Part 1)
Programme 3 : I Am The Walrus (Conclusion) (6), The Fool On The Hill (2), Hello Goodbye (7)
Programme 4 : Flying (3), Penny Lane (9), All You Need Is Love (11)

#### The Beatles

##### Part 1
Programme 1 : Back In The U.S.S.R. (1), Dear Prudence (2), Glass Onion (3), Happiness Is A Warm Gun (8) (11:42)
Programme 2 : Bungalow Bill [sic] (6), While My Guitar Gently Weeps (7), Don't Pass Me By (14) (11:43)
Programme 3 : Obladi Oblada [sic] (4), Wild Honey Pie (5), Martha My Dear (9), I'm So Tired (10), Julia (17) (11:38)
Programme 4 : Blackbird (11), Piggies (12), Rocky Racoon (13), Why Don't We Do It In the Road (15), I Will (16) (11:25)

##### Part 2
Programme 1 : Birthday (1), Yer Blues (2), Mother Nature's Son (3), Everybody's Got Something To Hide Except Me And My Monkey (4) (11:52)
Programme 2 : Helter Skelter (6), Long, Long, Long (7), Revolution No. 1 [sic] (8) (11:51)
Programme 3 : Sexy Sadie (5), Honey Pie (9), Savoy Truffle (10), Cry Baby Cry (11) (12:03)
Programme 4 : Revolution No. 9 [sic] (12), Goodnight [sic] (13) (11:30)

#### Yellow Submarine
Programme 1 : The Beatles Yellow Submarine (1), Only a Northern Song (2), All Together Now (3), Hey Bulldog (4) (11:30)
Programme 2 : The Beatles It's All Too Much (5), All You Need Is Love (6) (10:30)
Programme 3 : The Beatles Lucy in the Sky With Diamonds (Ajout), Original film music composed and orchestrated by George Martin Pepperland (7), Medley: Sea of Time & Sea of Holes (8 & 9) (11:08)
Programme 4 : More original film music by George Martin Sea of Monsters (10), March of the Meanies (11), Pepperland Laid Waste (12), Yellow Submarine in Pepperland (13) (10:35)

#### Abbey Road

##### Version américaine
Programme 1 : Come Together (1), Maxwell's Silver Hammer (3), Oh! Darling (4), "Her Majesty" segment from The End (chanson cachée)
Programme 2 : Here Comes The Sun (7), Because (8), Something (2), Octopus's Garden (5)
Programme 3 : I Want You (She's So Heavy) (6), You Never Give Me Your Money (9)
Programme 4 : Sun King (10), Mean Mr. Mustard (11), Polythene Pam (12), She Came In Through The Bathroom Window (13), Golden Slumbers (14), Carry That Weight (15), The End (16)

##### Version britannique
Programme 1 : Maxwell's Silver Hammer (3), I Want You (She's So Heavy) (6)
Programme 2 : Come Together (1), Oh! Darling (4), You Never Give Me Your Money (9)
Programme 3 : Octopus's Garden (4), Because (8), Sun King (10), Mean Mr. Mustard (11), Polythene Pam (12), She Came In Through The Bathroom Window (13)
Programme 4 : Something (2), Here Comes the Sun (7), Golden Slumbers (14), Carry That Weight (15), The End (16)

#### Let It Be

##### Version américaine
Programme 1 : Two Of Us (1), One After 909 (9), I Me Mine (4)
Programme 2 : Dig It (5), Let It Be (6), Across the Universe (3)
Programme 3 : Get Back (12), I Dig A Pony [sic] (2), For You Blue (Part 1)
Programme 4 : For You Blue (Concl.) (11), I've Got a Feeling (8), Maggie Mae (7), The Long and Winding Road (10)

##### Version britannique
Programme 1 : Two of Us (1), I Me Mine (4), One After 909 (9)
Programme 2 : Across the Universe (3), Dig It (5), Let It Be (6)
Programme 3 : Maggie Mae (7), Dig A Pony (2), The Long and Winding Road (10), I Got a Feeling (Part 1) sic
Programme 4 : I Got a Feeling (Conclusion) (8), For You Blue (11), Get Back (12)

#### Autres
Les albums sortis dans les années 1970 sont tous publiés dans le format cartouche 8 pistes : The Beatles 1962–1966 , The Beatles 1967–1970, Love Songs, Rock 'n' Roll Music et The Beatles at the Hollywood Bowl. Mise sur le marché en 1982, Reel Music est la dernière cartouche des Beatles. Par contre la même année, la compilation 20 Greatest Hits en version cartouche 8 pistes a été produite aux États-Unis mais sa mise en vente est annulée par Capitol Records. Ces cartouches ont été détruites à l'exception d'une dizaine dont seuls quatre exemplaires sont répertoriés. Elles font partie des cartouches les plus rares et les plus prisées des collectionneurs.

### PlayTapes

Logo des PlayTapes

Le PlayTape (en) est un format de cartouche de rubans magnétiques mis en circulation en 1966 mais qui ne perdurera que quelques années. Le ruban de ⅛e de pouce 2 pistes en boucle contient quatre, rarement cinq ou six chansons en son monophonique. Capitol Records publie des chansons des Beatles dans ce format à partir de 1967 d'où la photo noir et blanc du groupe à cette époque qui orne la cartouche. Leur liste est placée ici dans l'ordre Canal 1 / Canal 2.
- Meet the Beatles : All I've Got to Do - It Won't Be Long / This Boy - All My Loving
- The Beatles Second Album : Roll Over Beethoven - I'll Get You / Thank You Girl - Money
- The Beatles Second Album : Roll Over Beethoven - Money / Please Mr. Postman  - You Really Got a Hold on Me
- Something New : I'll Cry Instead - And I Love Her / Tell Me Why - Any Time at All
- Beatles' '65 : Honey Don't - I'll Be Back / She's a Woman - I Feel Fine
- Beatles' '65 : Baby's in Black - I'm a Loser / No Reply - I'll Be Back
- The Early Beatles : Twist and Shout - Chains / Baby It's You - Love Me Do
- Beatles VI : Kansas City [sic] - You Like Me Too Much / I Don't Want to Spoil the Party - What You're Doing
- Help! : Help! - You're Going to Lose That Girl / The Chase - The Bitter End
- Rubber Soul : The Word - I'm Looking Through You / Michelle - Run for Your Life
- Rubber Soul : I've Just Seen a Face - Wait / Norwegian Wood - Think for Yourself
- Yesterday and Today : Drive My Car - Day Tripper / Act Naturally - What Goes On
- Revolver : All the Lonely People [sic] - She Said She Said / Yellow Submarine - Good Day Sunshine
- Revolver : Love You To - I Want to Tell You / Tomorrow Never Knows - Got to Get You into My Life
- Sgt. Peppers Lonely Hearts Club Band : Sgt. Pepper's Lonely Hearts Club Band - Lucy in the Sky with Diamonds / With a Little Help from My Friends - Being for the Benefit Of Mr. Kite [sic]
- Magical Mystery Tour : Hello, Goodbye - Flying / Magical Mystery Tour - Penny Lane
- The Beatles Vol. 1 : Back in the U.S.S.R. - Ob-La-Di, Ob-La-Da / Glass Onion - Wild Honey Pie  - Happiness Is a Warm Gun
- The Beatles Vol. 2 : Martha My Dear - I'm So Tired - I Will / Black Bird [sic] - Rocky Raccoon
- The Beatles Vol. 3 : Dear Prudence - Piggies / The Continuing Story of Bungalow Bill - Julia
- The Beatles Vol. 4 : Birthday - Mother Nature's Son / Honey Pie - Savoy Truffle
- The Beatles Vol. 5 : Sexy Sadie - Long, Long, Long / Cry Baby Cry - Goodnight [sic]
- Yellow Submarine : Yellow Submarine - Only a Northern Song / Pepperland - Sea of Monsters

### Cassettes audio

Les cassettes audio pouvaient être achetées vierges, comme celle-ci, ou avec la musique déjà préenregistrée avec la pochette de l'album insérée dans le boîtier.

Développée au début des années 1960 par la compagnie Philips, la cassette audio peut contenir un album au complet, une face sur chaque côté, mais dans un boîtier plus compact que les cartouches. Son ruban magnétique, de 3,8 mm (0,15 pouces) de largeur, étant sans boucle, il faut retourner la cassette dans le lecteur à moins que celui-ci possède un moteur réversible. La qualité du son, mauvaise au début, s'améliore d'année en année jusqu'à devenir, en 1983, le seul format sur ruban disponible en magasin. Dans les années 1980, celles-ci font une forte concurrence aux albums vinyle. Jusqu'à la fin des années 1980, les disques des Beatles sont tous commercialisés dans ce format à l'identique des albums britanniques ou américains, entre autres, y compris les albums posthumes. La seule édition britannique inédite en cassette est Only The Beatles..., une compilation promotionnelle de la compagnie brassicole Heineken rapidement annulée par Apple.
À part Sgt. Pepper's Lonely Hearts Club Band, Yellow Submarine, Abbey Road et Let It Be, publiées aux États-Unis simultanément à la parution originelle, les autres cassettes des Beatles sont mises pour la plupart sur le marché en 1970 et subissent souvent des modifications dans l'ordre des chansons afin d'équilibrer la durée des deux faces. Sur Yellow Submarine, la chanson Lucy in the Sky with Diamonds est encore une fois rajoutée à la face 2, tandis qu'en Angleterre, on déplace All Together Now de la face 1 à la première piste de la face 2. Here Comes the Sun ouvre l'album Abbey Road, tandis que Come Together est déplacée en ouverture du verso. Bien que la version américaine de Let It Be est publiée à l'identique au 33 tours, la cassette britannique par contre connaît une reconfiguration complète :
Let It Be
Programme 1 : Two Of Us (1), I Me Mine (4), One After 909 (9), Across The Universe (3), Dig It (5), Let It Be (6)

Programme 2 : Maggie Mae (7), Dig A Pony (2), The Long And Winding Road (10), I Got A Feeling (8), 	For You Blue (11), Get Back (12)
En 1987, lors de la réédition mondiale des éditions britanniques du groupe, la dernière génération de cassettes audio a été mise en marché mais cette fois avec les chansons dans le même ordre que les albums originaux et en version XDR (en) de qualité sonore supérieure. Un boîtier en composite de bois dur avec une porte d'accès telle un contrevent sur enrouleur était disponible pour ranger la collection. En 2023, la chanson Now and Then est aussi publiée en cassette.

### PocketDiscs
Avec 4 pouces de diamètre et utilisant la vitesse de révolution de 33⅓, les PocketDiscs (en) sont des flexi discs commercialisés par la compagnie Americom en 1968 et 1969 seulement. Seuls trois disques des Beatles sont mis sur le marché dans ce format même si Apple Records a aussi publié un disque de Mary Hopkin, des Iveys et de Billy Preston ainsi que le disque Give Peace a Chance / Remember Love du Plastic Ono Band
- Hey Jude (éditée à 3:25, au lieu de la durée d'origine de 7:11) / Revolution (M-221 2276P)
- Get Back / Don't Let Me Down (M-335 2490P)
- Ballad of John and Yoko / Old Brown Shoe (M-382 2531P)

## Pirates
- 1970 : Kum Back (La première des trois versions de l'album inédit Get Back, produit par Glyn Johns, copié d'une diffusion à la radio.)
- 1972 : ΑΩ ou The Beatles Alpha Omega, deux autres volumes suivront.
- 1988 : Live! Ticket To Ride/Live in Palais Des Sports (Stockholm, 24 octobre 1963, Paris, 20 juin 1965)
- 1988 : Live in Japan (Nippon Budōkan, Tokyo, 2 juillet 1966)
- 1988 : Live in Adelaide and Houston - Texas (12 juin 1964, août 1965)
- 1988 : Ultra Rare Trax Vol.1 et Vol.2
- 1989 : Ultra Rare Trax Vol.3 à Vol.6
- 1990 : Ultra Rare Trax Vol.7 et Vol.8
- 1993 : The Complete Hollywood Bowl Concerts
- 1993 : The Complete BBC Sessions sur 9 CD[154]
- 2000 : Les Beatles à Paris [155]

Depuis les années 1980, circulent, sur divers supports[réf. nécessaire], les célèbres enregistrements des sessions « Get Back » des studios de Twickenham et au studio du sous sol d'Apple, captés par les magnétophones Nagra qui tournent en continu, chacun synchronisés aux deux caméras qui filment les Beatles durant le mois de janvier 1969

## Discographie chronologique des Beatles
Cette section présente la liste chronologique de la publication de tous les enregistrements des Beatles parus dans les versions originales britanniques en plus des chansons inédites publiées ailleurs dans le monde. On retrouve ici les 33 tours, les deux EP de chansons inédites et tous les 45 tours publiés au Royaume-Uni durant leur carrière. À cette liste s'ajoute un 45 tours inédit publié en Allemagne de l'Ouest et les chansons Bad Boy, publiée aux États-Unis, et Across the Universe, offerte au World Wildlife Fund. La chronologie britannique est respectée même si, à quelques reprises, des disques ou des chansons ont été publiés quelques jours plus tôt aux États-Unis (par exemple, A Hard Day's Night ou Yellow Submarine).
Édités à la suite de la séparation du groupe, les disques possédant de nouveaux enregistrements ont été inclus (section jaune). Toutes les autres compilations sont exclues (The Beatles 1962–1966, Past Masters, 1, etc.). Des versions en 33 tours 180 grammes ou en téléchargement sont aussi disponibles.
Les 45 tours sont présentés suivant l'ordre « Face A / Face B » mais ceux accompagnés du symbole « 2ƒA » sont des singles « double face A ». L'astérisque dénote une chanson publiée en single qui se retrouve aussi sur un album ou un EP et le symbole ≈ signale une version différente d'une chanson parue en single et sur 33-tours.
| Date de parution  | Titre                                                     | Format                                                                |
| ----------------- | --------------------------------------------------------- | --------------------------------------------------------------------- |
| 5 octobre 1962    | Love Me Do≈ / P.S. I Love You*                            | 45 tours                                                              |
| 11 janvier 1963   | Please Please Me* / Ask Me Why*                           | 45 tours                                                              |
| 22 mars 1963      | Please Please Me                                          | 33 tours                                                              |
| 11 avril 1963     | From Me to You / Thank You Girl                           | 45 tours                                                              |
| 23 août 1963      | She Loves You / I'll Get You                              | 45 tours                                                              |
| 22 novembre 1963  | With the Beatles                                          | 33 tours                                                              |
| 29 novembre 1963  | I Want to Hold Your Hand / This Boy                       | 45 tours                                                              |
| 5 mars 1964       | Komm, gib mir deine Hand / Sie liebt dich                 | 45 tours allemand                                                     |
| 20 mars 1964      | Can't Buy Me Love* / You Can't Do That*                   | 45 tours                                                              |
| 19 juin 1964      | Long Tall Sally                                           | EP                                                                    |
| 10 juillet 1964   | A Hard Day's Night* / Things We Said Today*               | 45 tours                                                              |
| 10 juillet 1964   | A Hard Day's Night                                        | 33 tours                                                              |
| 27 novembre 1964  | I Feel Fine / She's a Woman                               | 45 tours                                                              |
| 4 décembre 1964   | Beatles for Sale                                          | 33 tours                                                              |
| 9 avril 1965      | Ticket to Ride* / Yes It Is                               | 45 tours                                                              |
| 14 juin 1965      | Bad Boy                                                   | Chanson inédite                                                       |
| 23 juillet 1965   | Help! * / I'm Down                                        | 45 tours                                                              |
| 6 août 1965       | Help!                                                     | 33 tours                                                              |
| 3 décembre 1965   | Day Tripper / We Can Work It Out 2ƒA                      | 45 tours                                                              |
| 3 décembre 1965   | Rubber Soul                                               | 33 tours                                                              |
| 10 juin 1966      | Paperback Writer / Rain                                   | 45 tours                                                              |
| 5 août 1966       | Yellow Submarine* / Eleanor Rigby* 2ƒA                    | 45 tours                                                              |
| 5 août 1966       | Revolver                                                  | 33 tours                                                              |
| 17 février 1967   | Penny Lane / Strawberry Fields Forever 2ƒA                | 45 tours                                                              |
| 1er juin 1967     | Sgt. Pepper's Lonely Hearts Club Band                     | 33 tours                                                              |
| 7 juillet 1967    | All You Need Is Love* / Baby, You're a Rich Man           | 45 tours                                                              |
| 24 novembre 1967  | Hello Goodbye / I Am the Walrus*                          | 45 tours                                                              |
| 8 décembre 1967   | Magical Mystery Tour                                      | Double EP                                                             |
| 15 mars 1968      | Lady Madonna / The Inner Light                            | 45 tours                                                              |
| 30 août 1968      | Hey Jude / Revolution≈                                    | 45 tours                                                              |
| 22 novembre 1968  | The Beatles                                               | Double 33 tours                                                       |
| 13 janvier 1969   | Yellow Submarine                                          | 33 tours                                                              |
| 11 avril 1969     | Get Back≈ / Don't Let Me Down                             | 45 tours                                                              |
| 30 mai 1969       | The Ballad of John and Yoko / Old Brown Shoe              | 45 tours                                                              |
| 26 septembre 1969 | Abbey Road                                                | 33 tours                                                              |
| 31 octobre 1969   | Something* / Come Together*                               | 45 tours                                                              |
| 12 décembre 1969  | Across the Universe≈                                      | Version « Wildlife »                                                  |
| 6 mars 1970       | Let It Be≈ / You Know My Name (Look Up the Number)        | 45 tours                                                              |
| 8 mai 1970        | Let It Be                                                 | 33 tours                                                              |
| 4 mai 1977        | The Beatles at the Hollywood Bowl                         | 33 tours                                                              |
| 30 novembre 1994  | Live at the BBC                                           | Double CD                                                             |
| 20 mars 1995      | Baby It's You                                             | CD single avec 4 chansons                                             |
| 21 novembre 1995  | Anthology 1                                               | Double CD                                                             |
| 12 décembre 1995  | Free as a Bird / Christmas Time (Is Here Again)           | CD singles avec 2 et 4 chansons                                       |
| 5 mars 1996       | Real Love / Baby's in Black                               | CD singles avec 2 et 4 chansons                                       |
| 19 mars 1996      | Anthology 2                                               | Double CD                                                             |
| 29 octobre 1996   | Anthology 3                                               | Double CD                                                             |
| 18 novembre 2003  | Let It Be… Naked / Fly on the Wall                        | Double CD                                                             |
| 20 novembre 2006  | Love                                                      | CD / Double CD                                                        |
| 11 novembre 2013  | On Air - Live at the BBC Volume 2                         | Double CD                                                             |
| 17 décembre 2013  | The Beatles Bootleg Recordings 1963                       | Téléchargement                                                        |
| 9 septembre 2016  | The Beatles: Live at the Hollywood Bowl                   | CD                                                                    |
| 26 mai 2017       | Sgt. Pepper’s Lonely Hearts Club Band Anniversary Edition | 33 tours (1 ou 2 disques), CD, double CD ou 4 CD et 1 DVD + 1 Blu-ray |
| 6 novembre 2018   | The Beatles (White Album) Anniversary Edition             | 33 tours (2 ou 4 disques), triple CD ou 6 CD et 1 Blu-ray             |
| 27 septembre 2019 | Abbey Road Anniversary Edition                            | 33 tours (1 ou 2 disques), CD, double CD ou 3 CD et 1 Blu-ray         |
| 15 octobre 2021   | Let It Be Special Edition                                 | Vinyle (4 33 tours et 1 E.P.), 2 CD ou 5 CD et 1 Blu-ray              |
| 28 octobre 2022   | Revolver Special Edition                                  | Vinyle (4 33 tours et 1 E.P.), 2 CD ou 5 CD                           |
| 2 novembre 2023   | Now and Then / Love Me Do                                 | 45 tours (7po et 12po), cassette ou CD single                         |